# Variabel stjärna
Variabla stjärnor, eller variabler, är stjärnor vars ljusstyrka varierar. Fler än 400 000 variabler är kända och har katalogiserats och tusentals fler är misstänkta variabler. Vår egen sol är en variabel, med ett energiutflöde som varierar med 0,1 procent under den 11-åriga solfläckscykeln, vilket motsvarar en förändring i ljusstyrkan med en tusendels magnitud.
Stjärnors variabilitet har ingen enda orsak utan kan vara en följd av flera olika tillstånd. Variationerna har ett mycket brett spektrum, både vad gäller amplitud och period. De kan vara regelbundna, halvregelbundna eller helt oregelbundna. De flesta stjärnor kan troligen klassas som variabla vid en tillräckligt noggrann mätning.
Beroende på vilka processer som ligger bakom kan den variabla stjärnans ljuskurva avslöja viktiga saker om stjärnan och om stjärnors utveckling i allmänhet.
De mest extrema variabla stjärnorna är supernovorna som kan öka i ljusstyrka med 20 magnituder, vilket motsvarar en ökning med 100 miljoner gånger. Detta innebär att en supernova kan lysa lika starkt som hela sin värdgalax. Det våldsamma supernovautbrottet innebär också slutet för stjärnan och kan därför bara uppträda en gång under dess liv. De flesta andra typer av variabilitet är däremot periodiskt återkommande, antingen med regelbundna eller oregelbundna tidsintervall.
De variabla stjärnorna grupperas efter variabilitetens orsak och stjärnans uppträdande. Några av de viktigaste huvudgrupperna är pulserande variabler, eruptiva och kataklysmiska variabler, förmörkelsevariabler och roterande variabler. Inom varje huvudgrupp finns det många olika undergrupper.
En annan uppdelning är i fysiska och optiska variabler. Fysiska variabler är stjärnor som ändrar sin ljusstyrka på grund av processer i stjärnans inre (pulserande, eruptiva och kataklysmiska). Optiska variabler är stjärnor som bara skenbart, på grund av optiska effekter, ser ut att variera (roterande variabler och förmörkelsevariabler). Denna uppdelning är dock problematisk då variabiliteten hos till exempel rotation- och förmörkelsevariablerna kan ha både optiska och fysiska orsaker.
Ungefär 95 procent av de kända variablerna är jättar eller superjättar.

## Historik

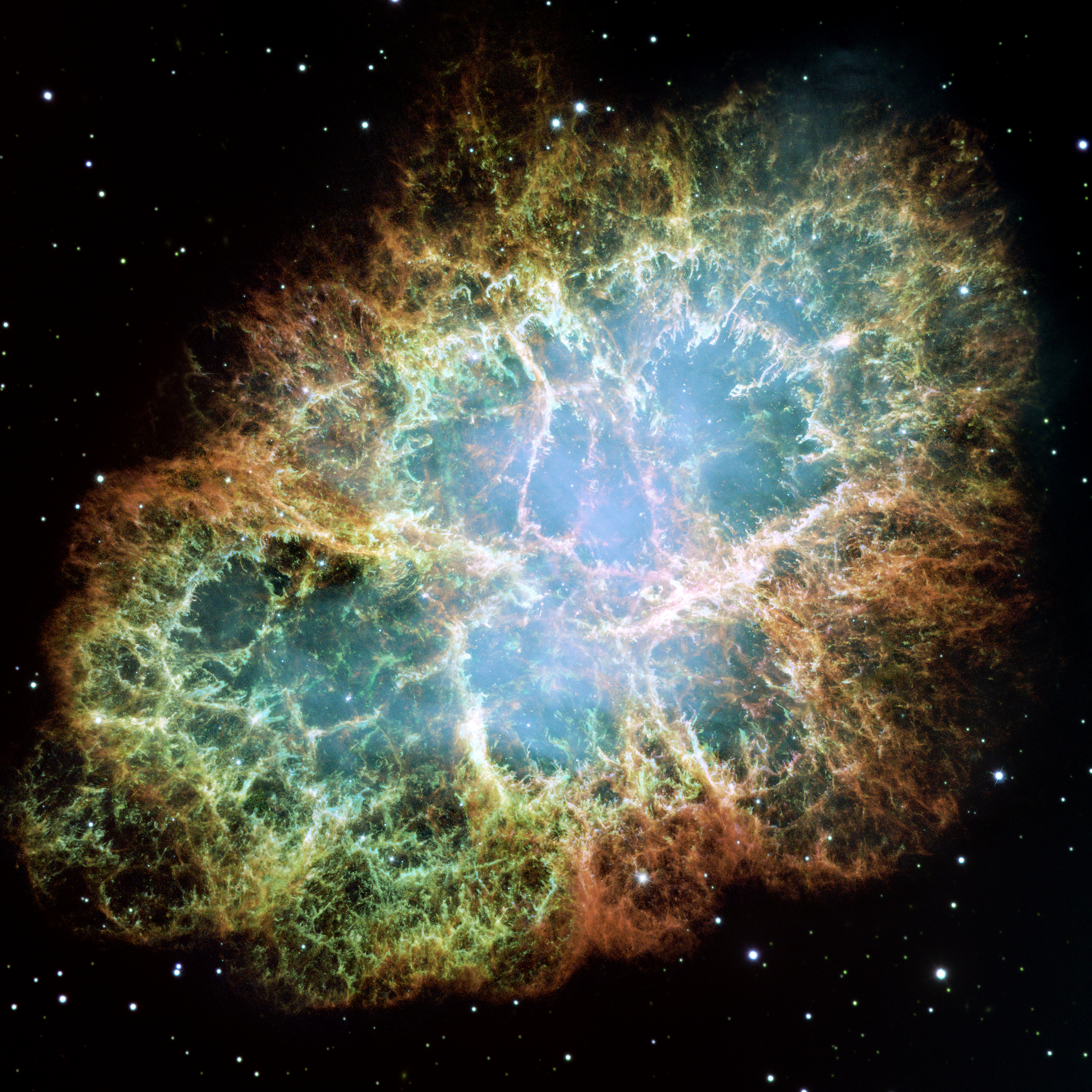
Krabbnebulosan, en rest av en av de först observerade föränderliga stjärnorna. Här på ett fotografi från Hubbleteleskopet 2005.

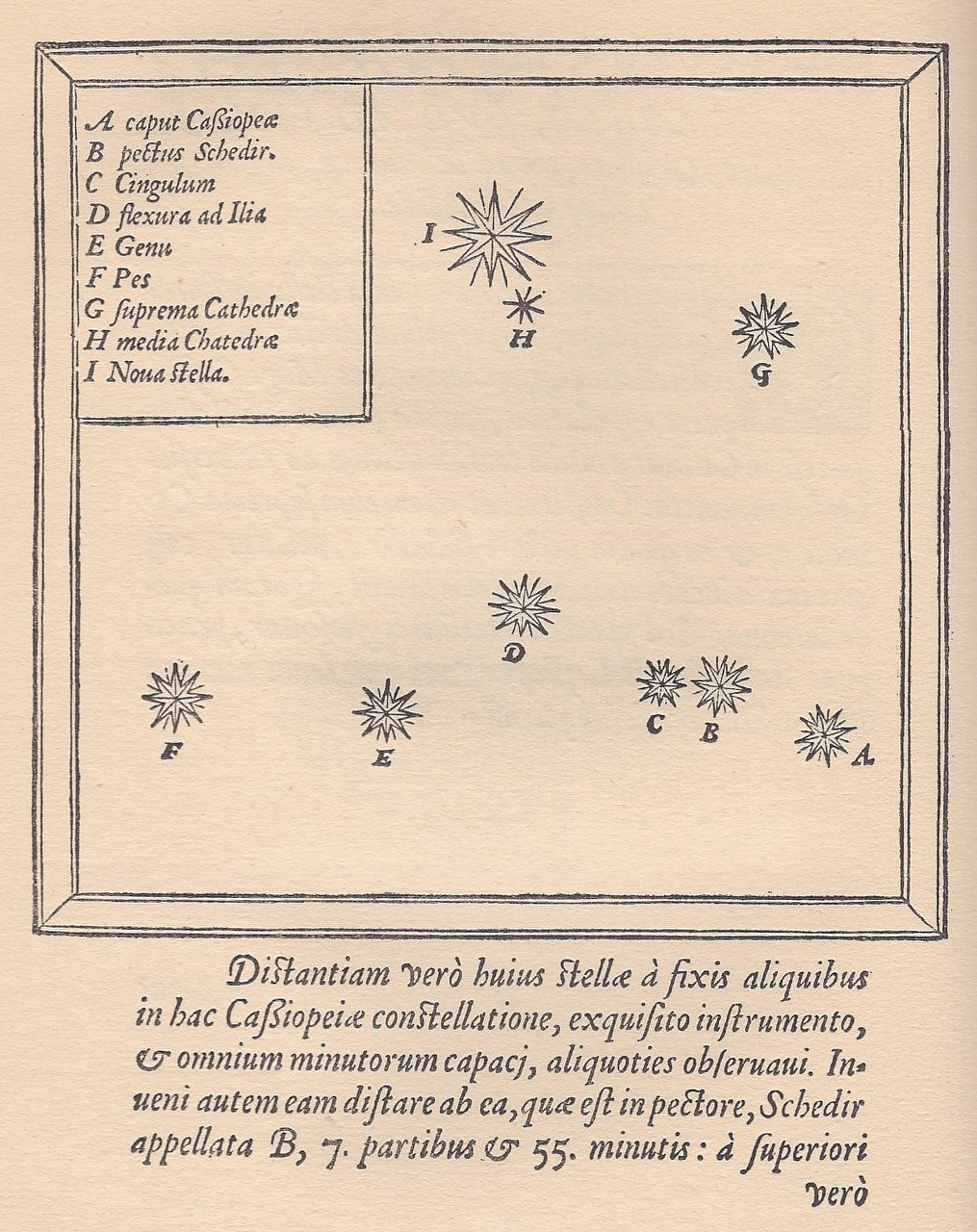
Stjärnkarta over Cassiopeja som visar 1572 års supernova (märkt I). Teckningen hämtad från Tycho Brahes De nova et nullius ævi memoria prius visa Stella.

Den tidigast kända variabeln var en nova, år 2679 f.Kr., när det enligt den kinesiska encyklopedin T’u shu chi ch’-êng plötsligt ska ha framträtt en ljusstark stjärna på himlen.
En egyptisk kalender, den så kallade Kairo-kalendern, som är ungefär 3 200 år gammal, kan vara den allra äldsta bevarade dokumentationen av en variabel stjärna, nämligen av förmörkelsevariabeln Algol i stjärnbilden Perseus.
Andra tidigt dokumenterade variabla stjärnor, först kallade gäststjärnor och föränderliga stjärnor, är huvudsakligen novor och supernovor. Äldre kinesiska, japanska och koreanska källor har noterat förekomsten av cirka 80 ”nya stjärnor” (latin novae) fram till år 1600. Av dessa tros åtta ha varit supernovor och resten vanliga novor. Så har till exempel Krabbnebulosan, bland annat genom insatser av den svenske astronomen Knut Lundmark, kunnat identifieras som en rest efter den supernova som dokumenterades av kinesiska och japanska astronomer år 1054.
I november 1572 upptäckte ett antal astronomer en ny stjärna i stjärnbilden Cassiopeja. Bland dessa fanns den danske astronomen Tycho Brahe, som studerade den nya stjärnans ljusstyrka och gjorde noggranna mätningar av dess position. Han publicerade 1573 De Nova Stella om sina observationer av den nya stjärnan. I oktober 1604 upptäckte Johannes Kepler (och oberoende av honom David Fabricius) en annan ny stjärna i stjärnbilden Ormbäraren. Båda dessa stjärnor var supernovor i vår egen galax Vintergatan. Den från 1604 är dessutom den senast kända supernovan i vår egen galax.
Fabricius upptäckte också 1596 den första periodiskt variabla stjärnan Omikron Ceti (Mira). Dess periodicitet upptäcktes 1638 av Johannes Holwarda. Stjärnan gavs namnet Mira av Johannes Hevelius i verket Historiola Mirae Stellae 1662. En mer exakt periodbestämning av 333 dygn presenterades av Ismaël Boulliau i Ad astronomos monita duo 1667.
Beta Persei (Algol) upptäcktes vara variabel 1667 av Geminiano Montanari och 1782–1783 gjorde John Goodricke en noggrann mätning av dess period och var den förste som föreslog en korrekt förklaring till dess ljusvariationer, nämligen att stjärnan är vad vi nu kallar en förmörkelsevariabel.
År 1600 upptäckte Willem Janszoon Blaeu P Cygni, en stjärna som först antogs vara en nova men senare kom att klassas som en lysande blå variabel, en (S Doradus-stjärna). År 1670 upptäcktes en nova i stjärnbilden Räven av Anthelme Voituret. Stjärnan Nova Vulpeculae 1670 har numera variabelbeteckningen CK Vulpeculae. 1686 upptäckte Gottfried Kirch att Chi Cygni var variabel.
Under 1700-talet upptäcktes R Hydrae 1702 av Giacomo Maraldi; R Leonis 1782 av Julius August Koch; Beta Lyrae och Delta Cephei 1784 av John Goodricke; Eta Aquilae 1784, R Coronae Borealis och R Scuti 1795 av Edward Pigott samt Alfa Herculis 1795 av William Herschel.
Under 1800-talet, då man på allvar började intressera sig för stjärnors ljusstyrka, upptäcktes en mängd nya variabler. I en katalog sammanställd 1865 av George F. Chambers listas 123 variabler varav 23 upptäckta av John Russell Hind och 16 av Friedrich Argelander med kollegor vid Bonns observatorium. Takten ökade sedan ännu mer, speciellt sedan den fotografiska tekniken i början av 1900-talet tagits i anspråk vid observationerna. År 1907 var antalet kända variabler 3 748 varav 1 791 stycken i de Magellanska molnen. En majoritet av de senare, 2 909, hade upptäckts vid Harvard College Observatory.

## Klassificering

Bilden visar var i Hertzsprung-Russell-diagrammet olika variabeltyper befinner sig.

Referensverket GCVS, version 4, delar in de variabla stjärnorna i följande huvudgrupper.
1. Förmörkelsevariabler: Dubbelstjärnesystem där stjärnorna har en sådan bana att de i siktlinjen från jorden passerar framför och förmörkar varandra.
2. Roterande variabler: Stjärnor vars yta har osymmetrisk ljusstyrka och där ljusstyrkan därför varierar i takt med stjärnans rotation. Det finns också en typ som heter ellipsoidiska variabler där stjärnan ingår i en tät dubbelstjärna och därför har blivit en smula ellipsoidisk, så att stjärnans genomskärningsyta varierar med stjärnparets omlopp vilket ger ljusvariationer.
3. Pulserande variabler: Stjärnor som varierar på grund av storskaliga vågrörelser i stjärnan, till exempel att radien ökar och minskar. Pulserna kan vara av regelbunden eller halvregelbunden karaktär.
4. Eruptiva variabler: Stjärnor som oregelbundet får våldsamma och plötsliga energiutbrott och snabbt kan ändra sin ljusstyrka. Ännu våldsammare är stjärnorna i undergruppen kataklysmiska eller explosiva variabler.
5. Kataklysmiska variabler: En undertyp av eruptiva variabler, med ännu våldsammare utbrott.
6. Variabla täta dubbelstjärnsystem som också är röntgenkällor
7. Övriga typer

I följande kapitel används huvudsakligen klassificeringen i GCVS4.

### Stjärnkataloger
Sternberginstitutet vid Moskvas universitet ansvarar tillsammans med Ryska Vetenskapsakademien för att under IAU upprätthålla den moderna huvudkatalogen över kända variabla stjärnor, General Catalogue of Variable Stars. Det finns emellertid två referensverk på området.
GCVS: Det generella referensverket för variabla stjärnor General Catalogue of Variable Stars, vanligtvis förkortat med GCVS och versionsnummer. Dess första upplaga, som innehöll 10 820 variabler publicerades 1948 av Rysslands Vetenskapsakademi med B. V. Kukarkin och P. P. Parenago som redaktörer. Den senaste upplagan, GCVS v5.1, baseras på uppgifter fram till 2015 och omfattar 52 011 variabler.
Den bäst uppdaterade versionen av GCVS är den som tillhandahålls på GCVS webbplats. Den har förbättrade koordinatangivelser för variablerna som fanns med i GCVS fjärde upplaga. Den innehåller också variabla stjärnor som upptäckts efter 1987.
NSV: Ett komplement till GCVS utgör New Catalogue of Suspected Variable Stars, vanligen förkortat NSV. Den innehåller 14 811 stjärnor, som misstänks vara variabler, men som inte fått någon variabeldesignation före 1980. Katalogen publicerades 1982. En första upplaga av detta verk kom 1951 och hade titeln Catalogue of Suspected Variables (CSV), vilket förklarar varför den nuvarande stjärnkatalogen kallas ”New”, ny.

## Nomenklatur

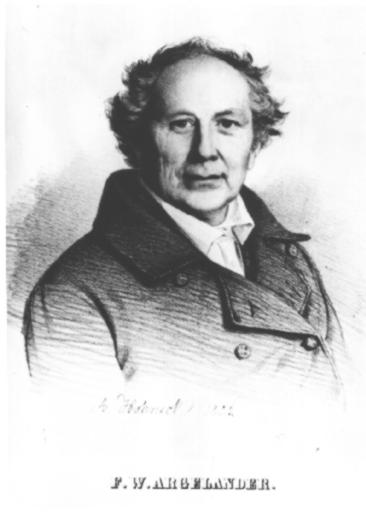
Friedrich Argelander, preussisk astronom som etablerade den namngivningsstandard som gäller för variabla stjärnor.

Beteckningen för variabla stjärnor följer en standard som introducerades av Friedrich Argelander.
Ljusstarka stjärnor som redan hade en Bayer-beteckning när de upptäcktes vara variabla har fått behålla denna, som Epsilon Aurigae.
Övriga variabler betecknas med en bokstav och stjärnbildens latinska namn i genitivform. Den först upptäckta variabeln i stjärnbilden betecknas med R, nästa S och sedan T, U, V, W, X, Y och Z. Därefter upptäckta variabler betecknas med två bokstäver, RR, RS … RZ, sedan SS, ST … SZ. Efter ZZ betecknas de AA, AB … AZ, sedan BB, BC … BZ, till sista beteckningen som är QZ. Bokstaven J hoppas över i alla beteckningar, eftersom den lätt förväxlas med bokstaven I. Den andra bokstaven kan aldrig vara närmare alfabetets början än den första, vilket betyder att kombinationer som BA, CA, CB, DA inte kan förekomma.
Detta ger totalt 334 kombinationer. Därefter numreras variabelobjekten inom stjärnbilden med beteckningarna V335, V336, V337 och uppåt.
Exempel på beteckningar utifrån denna standard: U Orionis, RV Tauri och V838 Monocerotis.
Nyupptäckta variabla stjärnor får till att börja med endast en katalogdesignation, av typen OT J155631.0-080440 och SDSS J110014.72+131552.1 och går igenom en process där det säkerställs att stjärnan verkligen är variabel, vilken variabeltyp den tillhör och andra egenskaper. Stjärnor som på detta sätt certifierats publiceras av IAU i så kallade Information Bulletin on Variable Stars och tas sedan upp i GCVS-katalogen.

## Observation av variabla stjärnor

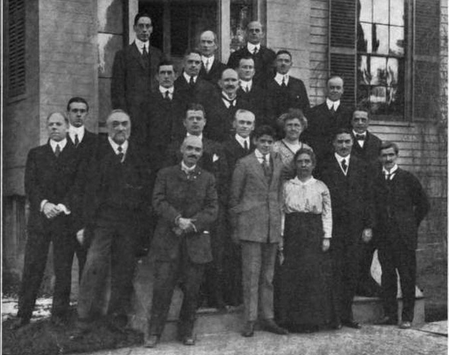
Gruppfoto från 1916 på medlemmar i AAVSO (American Association of Variable Star Observers). Bland medlemmarna märks bland andra den amerikanska astronomen Annie Jump Cannon. Organisationen bildades 1911.

I stort sett allt vi vet om stjärnor, deras uppkomst, fysiska egenskaper, utveckling och död, har vi fått fram genom att på olika sätt analysera den elektromagnetiska strålning som når oss i form av synligt ljus och inom andra våglängdsområden. Variabla stjärnor erbjuder ytterligare dimensioner inom stjärnfysiken för att förstå stjärnornas uppbyggnad. Bland annat ska ju astronomernas stjärnmodeller kunna förklara alla de typer av variabilitet vi kan observera för att vara trovärdiga.
Den vanligaste formen av variabilitet är förändringar av ljusstyrka i det synliga våglängdsområdet. Även variation i andra våglängdsband studeras, som ultraviolett och infrarött ljus. Variabiliteten kan också orsaka att stjärnans spektrum, temperatur och radialhastighet varierar.
Genom att studera hur dessa förändringar sker över tiden kan astronomer komma fram till vad som orsakar variabiliteten och öka förståelsen om stjärnors uppbyggnad och utveckling.
Amatörastronomer kan utföra ett nyttigt vetenskapligt arbete genom att studera variabla stjärnor och rapportera in deras ljusstyrka till olika centrala variabelorganisationer. Till exempel samlar AAVSO (American Association of Variable Star Observers) in observationer från deltagare runt om i världen och håller sedan sitt material tillgängligt för forskare och andra intresserade. Andra sådana organisationer är den franska AFOEV (Association Francaise des Observateurs d'Etoile Variables) och brittiska BAAVSS (The British Astronomical Association, Variable Star Section). Även den svenska amatörastronomiska föreningen, SAAF (Svensk AmatörAstronomisk Förening) har en sektion för variabla stjärnor.

### Blinkkomparatorn
En viktig apparat för att visuellt upptäcka variabla stjärnor (och småplaneter) är blinkkomparatorn. Anordningen projicerar växelvis två bilder av samma stjärnfält, som fotograferats vid olika tidpunkter. Ett objekt som finns bara på den ena plåten, eller som ändrat sin ljusstyrka, tycks blinka eller röra sig och upptäcks lätt. Blinkkomparatorn håller alltmer på att ersättas av digitala bildbehandlingsmetoder.

### Ljuskurva

Handritat diagram över RR Lyraes typiska ljuskurva.

För att kunna studera ljusväxlingens förlopp hos variabla stjärnor använder sig astronomerna av grafiska metoder. Ljusstyrkan i magnituder avsätts som y-axel i ett diagram vars x-axel är tiden. Se diagrammet över den pulserande variabeln RR Lyrae till höger.
Ett ljuskurvediagram är ett kraftfullt verktyg för analys av variabla stjärnor.
Ur ljuskurvan kan bland annat följande information fås fram.
- Variabelns totala ljusstyrkevariation, eller amplitud, dvs. skillnaden mellan ljusstyrka i minimum och maximum.
- Variabelns period, dvs. det tidsintervall som variationerna omfattar i de fall ljusväxlingarna är periodiska.
- Är ljusväxlingarna regelbundna, halvregelbundna, oregelbundna eller unika?
- Vilken form har ljusväxlingarna? Mjuka eller kantiga? Ökar ljusstyrkan lika snabbt som den avtar?
- Förekommer plötsliga toppar eller dalar i ljusstyrkan?

För regelbundna variabler används ljuskurvan för att få fram ljusväxlingarnas period och amplitud, kvantiteter som dock kan variera för vissa stjärnor, för en del i ett längre tidsperspektiv, för andra från en period till nästa. Stjärnan sägs vara i maximum när den lyser som starkast och i minimum när den lyser som svagast.
Studiet av variabler grundas till en väsentlig del på dylika ljusstyrkediagram, eftersom ljuskurvan avspeglar så många karaktäristiska egenskaper.

### Tolkningen av observationerna
När ljuskurvan för en variabel kombineras med dess spektrum får astronomer ofta goda ledtrådar till variationerna. Att en variabel är pulserande kan till exempel härledas från skiftningarna i spektrum, eftersom dess yta periodiskt rör sig emot och från observatören med samma frekvens som förändringarna i ljusstyrka.
Ungefär två tredjedelar av alla variabler är pulserande. Den brittiske astrofysikern Arthur Eddington visade på 1930-talet hur instabiliteter i en stjärnas inre kan få den att pulsera. Den vanligaste typen av instabilitet gäller förändringar i joniseringsgraden i stjärnan yttre lager.
När stjärnan expanderar kyls dess yttre lager. När temperaturen avtar minskar också joniseringsgraden. Den gör stjärngaserna mer genomsläppliga vilket gör att strålningen från stjärnan ökar. Det medför att stjärnan dras samman igen. När stjärngasen drar ihop sig upphettas den åter och joniseringsgraden ökar. Det gör stjärngasen mer ogenomsläpplig och strålningen kvarhålls. Detta hettar upp stjärngasen ytterligare, varför den åter expanderar. På detta sätt vidmakthålls de cykliska pulserna.
Pulserandet hos cepheider drivs av förändringarna av joniseringen hos helium, från He++ till He+ och tillbaka till He++ igen.

## Huvudtyper av variabla stjärnor

### Förmörkelsevariabler

Förmörkelsevariabel av Algol-typ och ljuskurva med primär- och sekundärminimum.

Förmörkelsevariabel av Beta Lyrae-typ.

En förmörkelsevariabel är en dubbelstjärna där komponenterna råkar ha en sådan bana att de sett från jorden passerar framför varandra. När detta sker minskar den totala ljusmängden som når oss jämfört med stjärnornas kombinerade ljusstyrka. Av geometriska skäl är sannolikheten större att stjärnorna förmörkar varann ju närmare varandra de kretsar. I täta par kan stjärnorna också interagera fysiskt på olika sätt, till exempel deformeras genom tidvattenkrafter eller överföring av material mellan stjärnorna. Utifrån ljuskurvan kan egenskaper som förhållandet mellan de båda stjärnornas diameter, ljusstyrka och temperatur beräknas. Om man känner till stjärnornas radialhastigheter kan deras absoluta avstånd, ljusstyrka, massa och diameter fås fram.
Förmörkelsen kan vara av två typer, precis som vid en solförmörkelse, partiell då stjärnornas ytor bara delvis överlappar varann och total då en av stjärnornas yta helt döljs av den andra. Den totala förmörkelsen åtföljs av en passage då den mindre stjärnan passerar framför den större. Vid en partiell förmörkelse blir ljuskurvan V-formad vid minimum. Vid en total förmörkelse har ljuskurvan en platt fas i botten under minimumet. Vanligtvis uppvisar ljuskurvan två minima för varje omlopp stjärnorna gör. Det större, primärminimum, inträffar då den hetare stjärnan förmörkas och det mindre, sekundärminimum, inträffar då den svalare stjärnan förmörkas. Periodlängden för förmörkelsevariabler är vanligen 2 till 3 dygn, men varierar från några timmar för de snabbaste till ett par årtionden för de långsammaste stjärnsystemen.
Förmörkelsevariabler klassificeras traditionellt efter ljuskurvans utseende. I GCVS finns bland annat klasserna EA, EB och EW enligt detta system. I modern klassificering tar man mer hänsyn till stjärnsystemets fysiska egenskaper. Specifikt ser man om en eller båda stjärnorna är så utvecklade att de fyllt sina Roche-lober och var i HR-diagrammet de är belägna. I GCVS finns tilläggsbeteckningar för dessa uppgifter.

#### Algol-variabler
GCVS-typ: EA.
 
Traditionellt stjärnor vars maximum i huvudsak är konstant och med tydligt avgränsande minima (se bild). Detta beror på att variabeltypen består av dubbelstjärnor med komponenterna på relativt stort avstånd från varandra. Numera avses vanligen ett system där stjärnorna är väl innanför sina Roche-lober och där stjärnorna är i stort sett sfäriska. Prototypstjärnan Algol är i detta sammanhang inte ett bra exempel då den ena stjärnan i det systemet har fyllt sin roche-lob.
AR Lacertae-variabler: GCVS-typ: EA/AR.
AR Lacertae-variablerna är en undergrupp där båda komponenterna är underjättar.
EL Canum Venaticorum-variabler: GCVS-typ: EA/EL.
Hos EL Canum Venaticorum-variablerna är komponenterna en vit dvärg i förstadium och en följeslagare som ligger tidigt i sin utveckling i huvudserien.
HW Virgins-variabler: GCVS-typ: EA/HW.
Hos HW Virgins-variablerna är komponenterna en het vit subdvärg och en följeslagare som är röd eller brun dvärg. HW Vir-variabler uppvisar en påtaglig reflektionseffekt.

#### Beta Lyrae-variabler
GCVS-typ: EB.
 
Stjärnor där ljuskurvan ständigt växlar, så att det inte finns någon tydlig gräns för förmörkelsernas start- och slutpunkter. Detta beror på att en komponent i systemet är så utvecklad att den fyllt sin Roche-lob och blivit ellipsformad, och komponenternas atmosfärer står i kontakt med varandra, s.k. kontaktbinärer. Primär- och sekundärminima är ändå tydligt urskiljbara. Prototypstjärnan Beta Lyrae är inte något riktigt bra exempel för sin klass, eftersom det är ett nästan unikt system, troligen med en komponent dold i en stoftskiva.

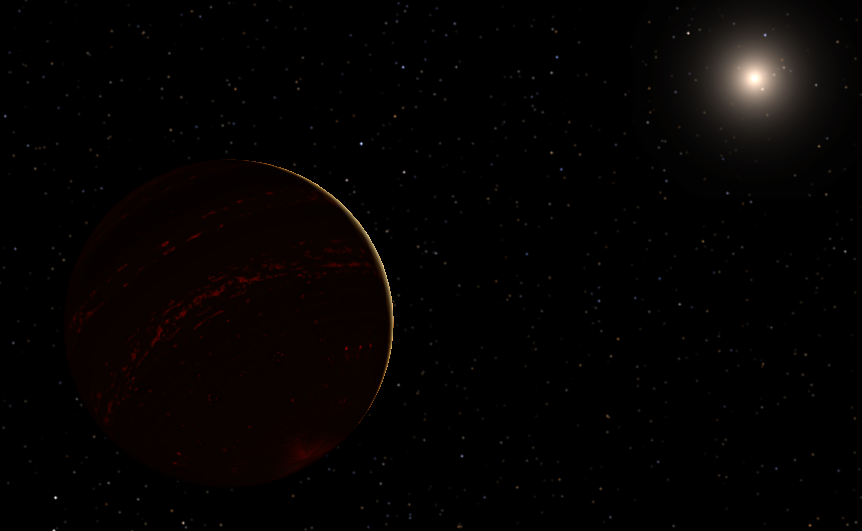
44 Bootis, en förmörkelsevariabel av W Ursae Majoris-typ i stjärnbilden Björnvaktaren. Hypotesen är att den har en brun dvärg som följeslagare. 44 Bootis är den näst ljusstarkaste W Ursae Majoris-variabeln på stjärnhimlen.

#### W Ursae Majoris-variabler
GCVS-typ: EW.
 
System där båda komponenterna fyllt sina Roche-lober och är i kontakt med varann. En gemensam yttre atmosfär runt stjärnorna kan förekomma. Ljuskurvan växlar ständigt under perioden som vanligen är kortare än 1 dygn. Primär- och sekundärminima är i stort sett lika djupa. W Ursae Majoris-variablerna är traditionellt indelade i två undergrupper: A-typ och W-typ, av varmare och kallare typ, men på senare år har även tillkommit B-typ, med stora temperaturskillnader mellan komponenterna, och H-typ, med liten skillnad i storlek (massa) mellan komponenterna.

#### Planetpassager
GCVS-typ: EP.
 
Stjärnor som förmörkas av att en planet i omlopp runt stjärnan passerar över dess yta. Dessa variationer är mycket små i amplitud och kräver noggranna observationer för att upptäckas. Det kan dock bli så pass stora svackor i ljuskurvan som 0,2 magnituder under upp till ett par timmar. Prototypstjärna är V376 Pegasi, som förmörkas av exoplaneten Osiris (HD 209458 b).

### Roterande variabler

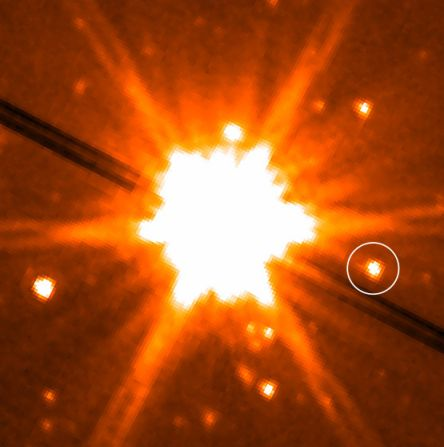
Den roterande variabeln HN Pegasi B, en brun dvärg av spektralklass T med massan 20 M_{JUP}. Stjärnan är en BY Draconis-variabel (BYDRA).

Stjärnor med fläckig yta eller elliptisk form som växlar i ljusstyrka i takt med sin rotation då de visar olika delar av sin yta mot observatören. Fläckigheten kan bero på stora områden av solfläckar eller olikheter i den kemiska sammansättningen av ytan som orsakas av starka magnetfält. En förutsättning för att ljusförändringarna ska synas är att stjärnan inte vänder sin rotationsaxel direkt mot oss. Detta kan vara den vanligaste gruppen av variabla stjärnor, men den minst iögonenfallande då amplituden vanligtvis inte överstiger några tiondels magnituder. Till denna grupp hör vår egen sol, med variationer på 0,1 procent över en elvaårsperiod.

#### Icke-sfäriska stjärnor

##### Ellipsoidiska variabler
GCVS-typ: ELL.
 
Stjärnor i täta dubbelstjärnesystem som inte förmörkar varann men påverkar varann genom tidvattenkrafter så att den ena eller båda får en utdragen form. I takt med att stjärnorna kretsar kring varann visar de upp olika stor yta och ljusstyrka mot observatören. Ellipsoidiska variabler klassas ibland som en undertyp till förmörkelsevariablerna, men vanligtvis som roterande variabler. Exempel är Alfa Virginis (Spica) och b Persei. Vissa dubbelstjärnor är förmörkelsevariabler och ellipsoidiska variabler samtidigt, till exempel Beta Lyrae.

#### Stjärnor med solfläckar

##### FK Comae Berenices-variabler
GCVS-typ: FKCOM.
 
Snabbt roterande jättar av spektralklass G till K med ojämn ytljusstyrka, troligen orsakade av stora solfläckar. De uppvisar också starka emissionslinjer i sitt spektrum. En teori är att dessa stjärnor är resultatet av en sammansmältning av ett tätt dubbelstjärnesystem av W Ursae Majoris-typ, vilket skulle förklara den snabba rotationen, med hastigheter på 100–160 km/s. De kännetecknas vidare av stark magnetisk aktivitet och röntgenstrålning, med väldigt heta koronor. Ljusvariationerna stämmer överens med rotationsperioden och kan uppgå till åtskilliga tiondelar av en magnitud. Exempel är FK Comae Berenices och YY Mensae.

##### BY Draconis-variabler
GCVS-typ: BY.
 

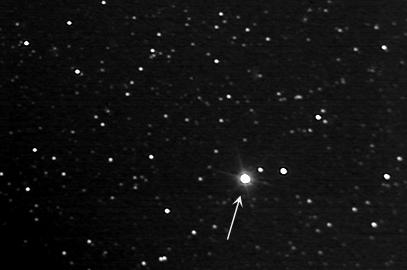
Foto från 2006 som visar Barnards stjärna, en av flera BY Draconis-variabler i solens närhet. Söder är uppåt på fotot.

Huvudseriestjärnor av spektralklass K till M med emissionslinjer i sitt spektrum. Variabiliteten orsakas av en ojämn ytljusstyrka, troligen solfläckar, och aktivitet i kromosfären, detta tillsammans med effekter av stjärnans rotation. Flera BY Draconis-stjärnor uppvisar också flares och klassas då också som en UV Ceti-stjärna. Exempel på variabler av denna typ i solsystemets närhet är Lacaille 9352, Ross 248, Kapteyns stjärna och Barnards stjärna.

#### Stjärnor med starka magnetfält

##### Alfa2 Canum Venaticorum-variabler
GCVS-typ: ACV.

Pekuljära A-stjärnor (Ap-stjärnor) är variabler med en ovanligt hög halt av ämnen som kisel, strontium, krom och sällsynta jordartsmetaller i sitt spektrum, och med mycket starka magnetfält. Troligen är magnetfältet orsaken till att de ovanliga ämnena organiseras fläckvis på stjärnans yta, som då får en ojämn ytljusstyrka, vilket orsakar ljusvariationer i takt med stjärnans rotation. Stjärnorna varierar med 0,01–0,1 magnituder med en period av 0,5–160 dygn.
Undergruppen ACVO är också snabbt icke-radiellt oscillerande med en period på 6–12 minuter och en amplitud av 0,01 magnituder. De räknas ibland till de pulserande variablerna. Ett exempel är DO Eridani.

##### SX Arietis-variabler
GCVS-typ: SXARI.
 
Dessa stjärnor är en hetare variant av ACV-stjärnorna med en gränsdragning som är tämligen oklar. Det är huvudseriestjärnor av spektralklass B0p till B9p med starka magnetfält och varierande emissionslinjer av He I och Si III. De kallas också helium-variabler.

##### Pulsarer
GCVS-typ: PSR.
 
Pulsarer som varierar i synligt ljus. Pulsarer är snabbt roterande neutronstjärnor med starkt magnetfält. Endast ett fåtal variabler har upptäckts som varierar i synligt ljus. Mest känd är pulsaren i Krabbnebulosan, CM Tauri. Variationerna är från några millisekunder till flera sekunder. Variationerna beror på att axlarna för stjärnans rotation och magnetfält är förskjutna och att den sänder ut fyrliknande strålar i magnetpolernas riktning. De pulsarer som roterar snabbast kallas millisekunds-pulsarer. Den snabbaste rotation som uppmätts är 43 000 varv/minut, eller drygt 715 varv/sekund.
Termen pulsar är egentligen missvisande då dessa stjärnor roterar och inte pulserar.

### Pulserande variabler

Exempel på hur ytan på en stjärna kan svänga vid icke-radiell pulsering.

Alla stjärnor som tillhör denna kategori är i viss mån besläktade trots stora olikheter mellan variablerna. Deras ljusväxlingar överspänner ett intervall från enstaka timmar till flera år.
Variabler i denna kategori varierar i ljusstyrka genom att hela stjärnan pulserar. De kan svänga med olika moder, i sin grundton och olika övertoner. Svängningarna kan vara antingen radiella (då hela stjärnan dras samman och utvidgas) eller icke-radiella. Icke-radiella vågor kan vara tryckvågor eller transversella svängningar, då olika delar av stjärnans yta buktar in och ut. De radiella svängningarna ger de största förändringarna i ljusstyrka.
Förändringarna i ljusstyrka är generellt sett mycket regelbundna. Tillsammans med ljusstyrkan varierar också stjärnornas radier, volymer, ytor och täthet, och också deras spektra, färger och radialhastigheter. Om de pulserande stjärnorna ordnas efter växande period uppvisar variablerna dessutom en förskjutning av de fysikaliska egenskaperna i en serie med avtagande temperaturer och densiteter.
Efter periodens längd kan de pulserande variablerna indelas i tre huvudkategorier: de kortperiodiska cepheiderna, numera vanligen benämnda som cepheidliknande variabler, med en period på mindre än 1 dygn; de klassiska cepheiderna, med perioder på mellan 1 och 50 dygn; och de långperiodiska variablerna, med bland annat Mira-stjärnorna, där perioden ofta har en längd av ungefär ett år.

#### Cepheider
GCVS-typ: CEP, CEP(B).

Trifidnebulosan, eller Messier 20 och NGC 6514, i stjärnbilden Skytten. Den innehåller ett flertal cepheider.

Cepheiderna är en viktig grupp variabler som används som standardljuskällor för avståndsbestämning inom vår galax och till andra närbelägna galaxer. Den första upptäckten av en cepheidvariabel gjordes i september 1784 av Edward Pigott när han studerade stjärnan Eta Aquilae. Några månader senare upptäckte John Goodricke variabeln Delta Cephei som fick bli prototypstjärna för variabelgruppen.
Cepheiderna har en korrelation mellan logaritmen av sin period och sin absoluta magnitud. Deras absoluta ljusstyrka kan därför uppskattas med stor noggrannhet utifrån perioderna via den så kallade period–luminositetsrelationen. Den har kommit att spela en avgörande roll för att bestämma avstånd i universum. Upptäckten gjordes 1908 av den amerikanska astronomen Henrietta Leavitt när hon undersökte variabler i det Lilla magellanska molnet. Då dessa stjärnor befann sig på ungefär samma avstånd kunde hon härleda att de starkare hade längre period. Denna egenskap användes av den amerikanske astronomen Edwin Hubble 1924 för att bestämma avståndet till Andromedagalaxen. Svårigheten med att kalibrera period-luminositets-förhållandet och att det finns två typer av cepheider (vilket var okänt vid den tiden) gjorde dock att han fick ett kortare avstånd än det värde som sedan kommit att accepteras.
Den fysiska orsaken till cepheidernas pulserande är skillnaden i genomskinlighet hos enkelt och dubbelt joniserat helium. Cepheiderna är ljusstarka stjärnor, 100-tals till 10 000-tals gånger luminösare än solen. Stjärnan varierar också i temperatur. Högst temperatur har stjärnan då radien är som minst. Störst ljusstyrka inträffar under den svällande fasen, ungefär när den utåtriktade hastigheten är som störst, halvvägs mellan minimal och maximal radie. Minst blir ljusstyrkan när stjärnan är i den krympande fasen, halvvägs mellan maximal och minimal radie.
I HR-diagrammet återfinns cepheiderna i den övre delen av det så kallade instabilitetsområdet. Flertalet är av spektraltyp F vid maximum och spektraltyp G vid minimum.
I GCVS4 klassificeras cepheider där man inte känner till undertypen som CEP och CEP(B). Ändelsen (B), ”beat cepheider”, betecknar cepheider som pulserar i flera moder, vanligen grundtonen och första övertonen.

##### Klassiska cepheider (Delta Cephei-variabler)
GCVS-typ: DCEP, DCEPS, DCEP(B).

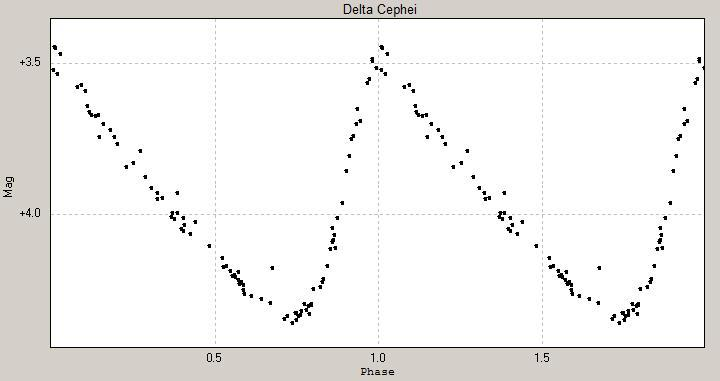
Fasdiagram för Delta Cephei, en typisk klassisk cepheid som varierar inom 3,5–4,4 magnituder på 5,4 dygn

Cepheider av den typ som först upptäcktes, Delta Cephei och Eta Aquilae, förs numera till en egen kategori av cepheider, de klassiska cepheiderna. Detta är relativt unga och massiva stjärnor som lämnat huvudserien och migrerat in i instabilitetsområdet i HR-diagrammet. De hittas främst i Vintergatans skiva och i öppna stjärnhopar. Perioden kan variera från drygt 1 till över 100 dygn, med majoriteten inom 4–12 dygn. Amplituden kan variera från några hundradels magnituder till över en hel magnitud. Alfa Ursae Minoris (Polstjärnan) är den cepheid som ligger närmast jorden och även en av dem med minst amplitud. Andra exempel är tidigare nämnda, prototypstjärnan Delta Cephei och Eta Aquilae.
Undertypen DCEPS är en grupp som har symmetrisk ljuskurva med en amplitud under 0,5 magnituder och en period under 7 dygn. De pulserar huvudsakligen i första övertonen.
Klassiska cepheider har hjälpt astronomerna att klarlägga en hel del annat än de kosmiska avstånden, till exempel solens höjd över det galaktiska planet och Vintergatans spiralstruktur.

##### Typ II cepheider (W Virginis-variabler)
GCVS-typ: CW, CWA, CWB.
 
Detta är stjärnor som är äldre och lättare än de klassiska cepheiderna. Typiska massor är 0,5 solmassor. Vanligtvis är de population II-stjärnor som återfinns i Vintergatans halo och i klotformiga stjärnhopar. Då deras uppträdande är snarlikt de klassiska cepheidernas dröjde deras upptäckt till 1952 då den tysk-amerikanske astronomen Walter Baade fann att det finns två typer av cepheider. Det finns några karaktäristiska egenskaper i de två typernas spektrum och ljuskurva som skiljer dem åt, men klassificeringen är fortfarande i vissa fall osäker. Typ II-cepheiderna har en period på 0,8 till 50 dygn, med majoriteten inom 2–20 dygn. Amplituden ligger på 0,3 till 1,5 magnituder. Deras absoluta magnitud är 0,7 till 2 magnituder lägre än hos klassiska cepheider med samma period.
Undertypen CWA, W Virginis-variabler, har en period av över 8 dygn.

Undertypen CWB, BL Herculis-variabler, har en period under 8 dygn och är ljussvagare och av spektralklass A–F.

#### Cepheidliknande variabler
Variabeltyper som finns inom cepheidernas instabilitetsområde i HR-diagrammet och som drivs av samma mekanism (jonisation av helium) men som inte uppvisar cepheidernas karaktäristiska period-luminositets-förhållande.
Hit kan bland annat föras den i GCVS vol V nya variabeltypen BL Bootis-variabel, en klass av anomala cepheider som befinner sig i HR-diagrammet mellan typ I klassiska Cepheider och typ II Cepheider.

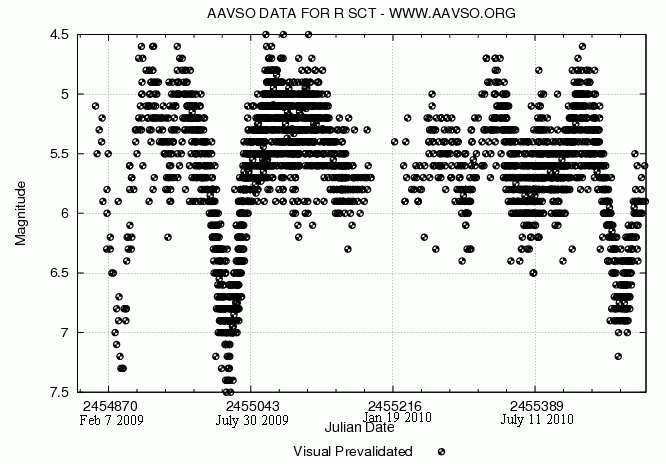
AAVSO:s (American Association of Variable Star Observers) ljuskurva för RV Tauri-variabeln R Scuti i Sköldens stjärnbild, mellan 1 januari 2009 och 24 november 2010. Uppåt är ljusare, med maximum vid +4,5 och nedåt ljussvagare, med minimum vid +7,5. Datum anges också i julianska dagar.

##### RV Tauri-variabler
GCVS-typ: RV, RVA, RVB.
 
RV Tauri-stjärnorna är en heterogen grupp stjärnor vars natur inte är fullt förklarad. Troligen är det gamla stjärnor som är i slutet av sina liv. De varierar med karaktäristiskt omväxlande djupa och grunda minima. Perioden, som räknas från ett djupt minimum till nästa, kan variera mellan 30 och 150 dygn. Ljusstyrkan kan variera med 3 till 4 magnituder. Spektralklassen kan variera från F till G vid maximum och från K till M vid minimum. De strålar också starkt i infrarött ljus, troligen från stoft som stötts ut från stjärnan.
RV Tauri-stjärnor klassificeras i två fotometriska deltyper baserat på deras ljuskurvor:

Undertypen RVA har en konstant medelmagnitud. Exempel är R Scuti och AC Herculis.

Undertypen RVB har en varierande medelmagnitud av upp till 2 magnituder och en period av 600 till 1500 dygn. Exempel är RV Tauri och U Monocerotis.

##### RR Lyrae-variabler
GCVS-typ: RR, RR(B), RRAB, RRC.
 
Detta är en homogen grupp bestående av äldre population II-stjärnor med en massa av 0,5–1,0 solmassor. Utvecklingsmässigt är detta stjärnor som gjort slut på sitt väte i kärnan och nu bränner helium. De befinner sig i ett ganska litet avsnitt inom instabilitetsområdet i HR-diagrammet, mellan huvudserien och de egentliga cepheiderna. De är mycket vanliga i vissa klotformiga stjärnhopar och kallas därför också klustervariabler. De förekommer också i Vintergatans halo, men är däremot inte vanliga i Vintergatans skiva.
Alla RR Lyrae-stjärnor har ungefär samma absoluta magnitud och är därför viktiga standardljus för att bestämma avstånd inom Vintergatan och i dess närhet. Värdet på den absoluta magnituden är fortfarande under debatt. Värden på +0,1 till +0,9 har föreslagits. Värdet tros också variera med stjärnornas metallicitet på så sätt att stjärnor med låg metallicitet är ljusstarkare. Mest accepterat är ett värde på +0,6±0,2 beroende på metallicitet.
RR Lyrae-stjärnornans period varierar mellan 0,2 och 1,2 dygn med ett medianvärde på 0,5. Förändringar i perioden är inte ovanliga. Amplituden är upp till 2 magnituder och spektralklassen varierar från A5 till F5.
Variabeltypen indelas i tre undertyper som grundar sig på den klassificering som den amerikanske astronomen Solon Irving Bailey gjorde och som baserar sig på stjärnornas ljuskurvor:
Undertypen RRAB pulserar i sin grundton, har en ljuskurva som stiger snabbt mot maximum och har en högre amplitud än RRC.

Undertypen RRC pulserar i sin första överton, har en sinusformad ljuskurva med en amplitud på högst 0,8.

Undertypen RR(B) pulserar både i sin grundton och i sin första överton.
Ungefär 20–30 procent av RRAB och 5 procent av RRC-stjärnorna uppvisar den s.k. Blazhko-effekten, där ljuskurvans form och amplitud varierar från en period till en annan.

##### Delta Scuti-liknande variabler
Detta är stjärnor i eller strax ovanför huvudserien där denna korsas av cepheidernas instabilitetsområde. Variablerna har kortare period, lägre amplitud och lägre luminositet än RR Lyrae-stjärnorna. Då detta är huvudseriestjärnor är de också förhållandevis vanliga jämfört med andra cepheid-typer, men eftersom de har liten amplitud krävs noggrann fotometrisk undersökning för att upptäcka dem.
Delta Scuti-variabler: GCVS-typ: DSCT.
Stjärnor av spektraltyp A0–F5 med en period av 0,01–0,3 dygn. Amplituden är från det knappt detekterbara till 1 magnitud. De pulserar ofta i flera olika moder, både radiellt och icke-radiellt. Underklassen DSCTC har en amplitud på högst 0,1 magnituder och återfinns ofta i öppna stjärnhopar.
SX Phoenicis-variabler
 GCVS-typ: SXPHE.
En grupp med egenskaper liknande Delta Scuti-stjärnorna, men bestående av population II-stjärnor och av spektralklass A2–F5. De återfinns liksom W Virginis-stjärnorna därför oftast i Vintergatans halo och i klotformiga stjärnhopar. Variabeltypen har kortare period, mindre amplitud och lägre metallhalt än Delta Scuti-variablerna.
Gamma Doradus-variabler
 GCVS-typ: GDOR.
Detta är en relativt ny grupp variabler. De har en längre period än traditionella Delta Scuti-stjärnor, från 0,3 till drygt 1 dygn, och en amplitud på högst 0,2 magnituder. De tros pulsera icke-radiellt.

#### BLAP-variabler
BLAP-variabler, ”blå snabbt pulserande variabler” (eng. Blue Large-Amplitude Pulsator) är en ny, föreslagen variabelgrupp, som påminner om Delta Scuti-variablerna, men ändrar ljusstyrka i intervallet 0,2-0,4 magnituder med en period som vanligtvis är 20–40 minuter. Det är en variabelgrupp med få upptäckta medlemmar, där 14 variabler upptäcktes inom OGLE-projektet (Optical Gravitational Lensing Experiment) som omfattade skanningen av ungefär en miljard stjärnor.

#### Pulserande röda jättar
Detta är gamla stjärnor ur population I eller II med 0,6 till några solmassor. De uppvisar stor spridning i såväl graden av regelbundenhet som amplitud och periodlängd. Jonisering av väte tros vara den huvudsakliga drivkraften i pulseringen. Några allmänna egenskaper är:
- Jättar av spektralklass senare än K5 tenderar att vara variabla.
- Svalare och större stjärnor tenderar att ha större amplitud.
- Svalare stjärnor tenderar att ha längre period.
- Stjärnor med liten amplitud tenderar i högre grad vara oregelbundna.
- Stjärnan kan pulsera med flera olika perioder samtidigt.
- Variation i amplitud och period från cykel till cykel är vanlig.

I GCVS4 klassificeras dessa stjärnor strikt efter amplitud, grad av regelbundenhet och periodlängd.

##### Miravariabler
GCVS-typ: M.
 

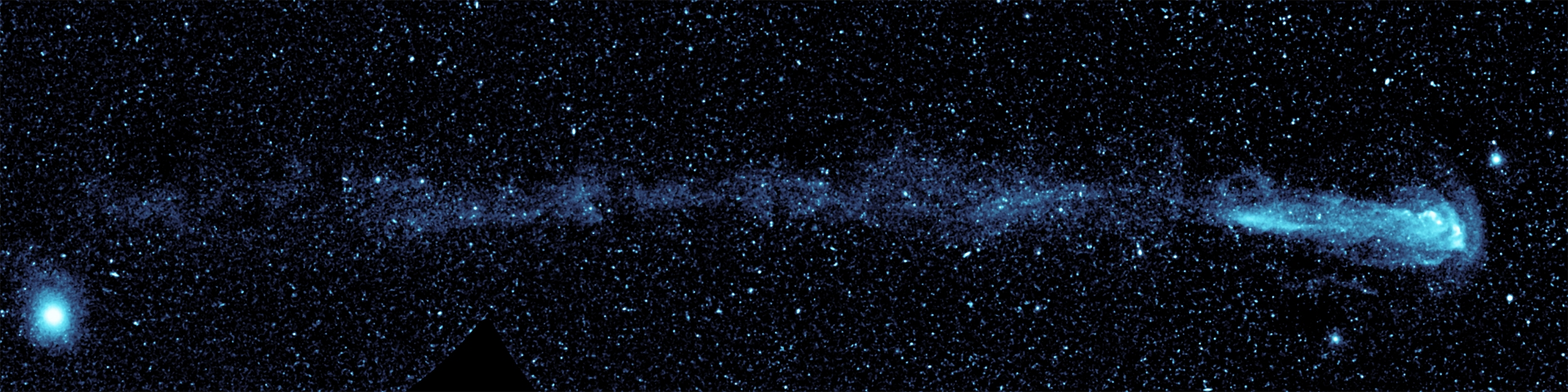
Mira i ultraviolett ljus från NASA:s Galaxy Evolution Explorer. Här syns hur stjärnan lämnar ett spår av gas och stoft efter sig i rymden. Mira är inbäddade i det täta molnet till höger. Molnet är 13 ljusår långt och de äldsta delarna längst till vänster lämnade stjärnan för cirka 30 000 år sedan.

Detta är svala och mycket luminösa AGB-stjärnor, stjärnor som förbränner helium i ett skal runt kärnan. I GCVS4 definieras de som stjärnor av spektralklass Me, Se eller Ce med en amplitud av 2,5 till 11 magnituder och en period av 80 till 1 000 dygn. De i GCVS4 förtecknade miravariablerna har en medianperiod av 275 dygn. På grund av deras låga temperatur strålar de starkare i infrarött ljus än i visuella våglängder. Amplituden i infrarött är också mycket lägre än i visuellt ljus. De är vidare drabbade av stor massförlust då gas och stoft stöts bort från stjärnans ytterområden vid pulseringen.
På grund av sin stora ljusvariation och långa period är de lämpade för visuella studier och populära bland amatörastronomer.
Namnet kommer från prototypstjärnan Omikron Ceti, som även kallas Mira, "den strålande". Stjärnan är den ljusstarkaste i sin klass och kan nå magnitud 2 vid maximum, även om det genomsnittliga maximat når 3,4. Miras period är ungefär 332 dygn. Andra exempel på ljusstarka miravariabler är Chi Cygni, R Leonis, U Orionis, R Trianguli och R Aquilae.

##### Halvregelbundna och oregelbundna röda jättar
GCVS-typ: SR, SRA, SRB, LB.

Röda jättar av spektralklass K, M, C och S. Detta är en heterogen grupp där observerat beteende mer än astrofysiska egenskaper definierar variabeltyperna. Typen SR inkluderar både halvregelbundna jättar och superjättar. Typen L inkluderar både oregelbundna jättar och superjättar samt stjärnor som är otillräckligt studerade för att en period ska ha fastslagits.
SRA: Stjärnor med tydlig periodicitet och en amplitud under 2,5 magnituder. Många av dessa skiljer sig inte från miravariablerna mer än att deras amplitud är lägre. Perioden är i intervallet 30 till 1200 dygn, med ett medianvärde av 180. Flera överlagrade perioder kan förekomma. Exempel är Z Aquarii och V Bootis.

SRB: Stjärnor med svag periodicitet. En del växlar mellan perioder av oregelbundet, periodiskt eller till och med konstant beteende. Många har ändå en medelperiod angiven, som ligger i intervallet 10 till 2300 dygn. Ett antal stjärnor har också flera överlagrande perioder. Exempelstjärnor är AF Cygni och 30 Herculis.

SRS: Halvregelbundna röda jättar med korta perioder – flera dagar till högst en månad. Prototypstjärna: AV Arietis.

LB: Långsamt och oregelbundet varierande stjärnor utan konstaterad period. Exempel är Beta Pegasi. Alfa Tauri (Aldebaran) är en misstänkt LB-stjärna.

#### Pulserande gula och röda superjättar

Den gula superjätten Rho Cassiopeiae i en storleksjämförelse. Från vänster: Solen (liten svag punkt – för liten för att synas i denna miniatyr), Pistolstjärnan, Rho Cassiopeiae (gul), Betelgeuse och VY Canis Majoris. Omloppsbanorna för Jupiter 5,23 AU och Neptunus 30,01 AU är införda som jämförelse.

Detta är unga population I-stjärnor med en ursprunglig massa av över 15 solmassor, som gjort slut på sitt bränsle av väte i kärnan och nu utvecklats till superjättar. Variabiliteten är halvregelbunden till oregelbunden. GCVS4 delar in dessa i följande typer:
SRC: Halvregelbundna röda superjättar av spektralklass M, C eller S. Periodlängden varierar från 30 till ett par tusen dygn med en amplitud på upp till 2 magnituder. Lång- och kortsiktiga förändringar av oregelbunden natur förekommer också. Orsaken till dessa stjärnors variabilitet är inte helt förklarad. Utöver pulsering har även konvektion och rotation föreslagits som delorsaker. Exempel är Alfa Orionis (Betelgeuse) och My Cephei (Granatstjärnan).

SRD: Halvregelbundna gula superjättar av spektralklass F, G eller K. Dessa stjärnor ligger i HR-diagrammet ovanför och i förlängningen av cepheidernas instabilitetsområde och varierar av samma orsaker, dock mer oregelbundet. Periodlängden varierar från 30 till 1100 dygn med en amplitud på upp till 4 magnituder. Exempel är Rho Cassiopeiae och SX Herculis.

LC: Oregelbundet varierande superjättar av spektralklass K, M, C eller S. Variablerna har vanligen en amplitud på högst en magnitud. Exempel är Alfa Scorpii (Antares) och Epsilon Pegasi.

#### Pulserande blåvita stjärnor
GCVS-typ: SPB.
 
Pulserande heta och massiva stjärnor, även benämnda 53 Persei-variabler. De har förhållandevis kort period och liten amplitud och pulserar ofta på ett komplicerat sätt med flera olika moder parallellt.

##### Beta Cephei-variabler
GCVS-typ: BCEP, BCEPS.

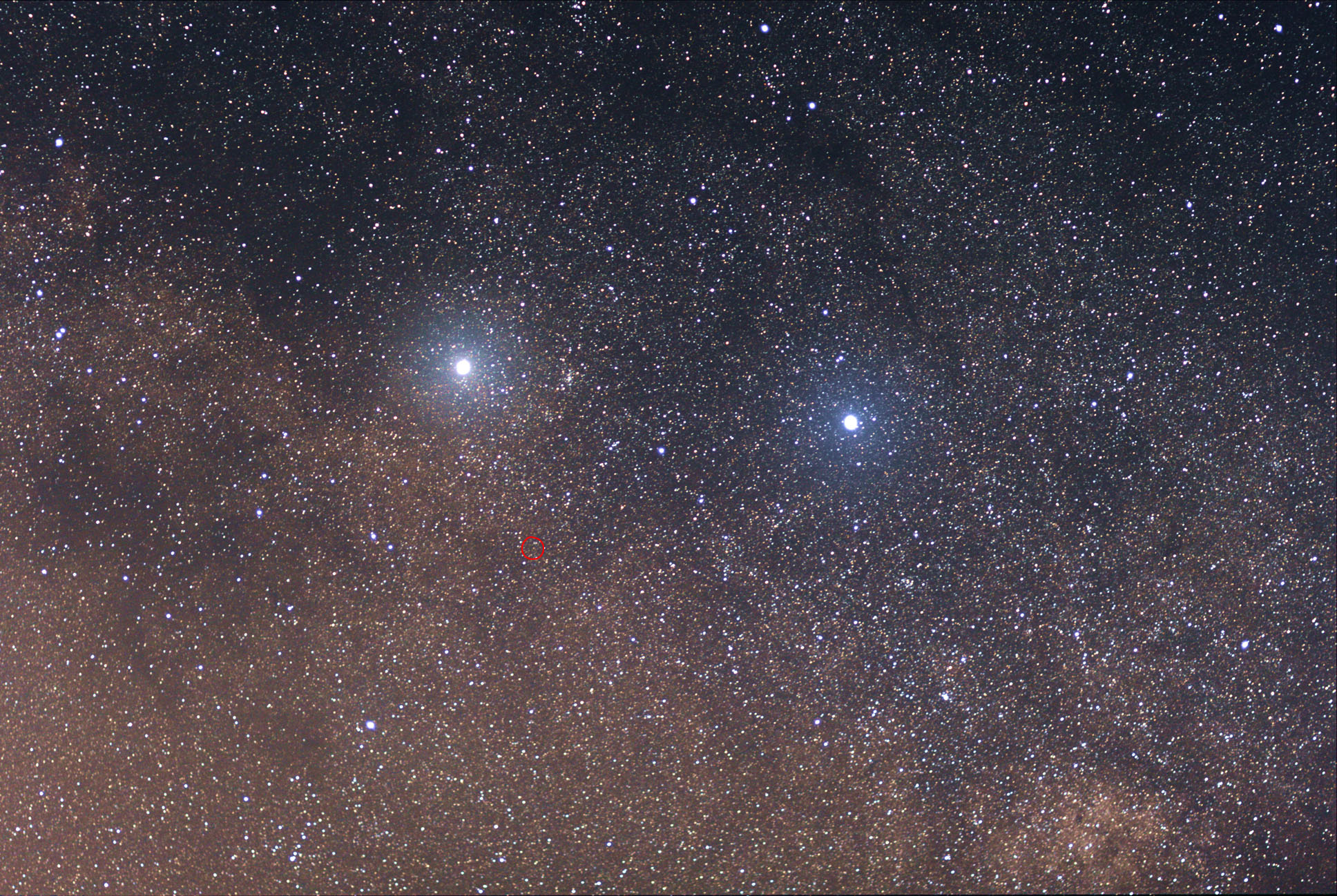
Foto från 2012 som visar BCEP-stjärna Beta Centauri till höger och Alfa Centauri till vänster. Inringad mellan stjärnorna är Proxima Centauri.

Dessa är huvudseriestjärnor av spektralklass B0 till B2. De pulserar i en eller flera samtidiga moder. De multiperiodiska pulserar vanligtvis med en radiell och en eller flera icke-radiella moder. Periodlängden är 0,1 till 0,6 dygn och amplituden upp till 0,3 magnituder. Orsaken till dessa stjärnors pulserade var länge oklar, men olikhet i opaciteten av joniserat järn vid en temperatur av 100 000–200 000K anses numera vara grundorsaken till ljusvariationerna. Exempelstjärnor är Beta Cephei (Alfirk) och Beta Canis Majoris (Mirzam). Variabeltypen kallas ibland också Beta Canis Majoris-variabel, efter den ljusstarkaste variabeln på stjärnhimlen, inom denna grupp.
Undertypen BCEPS har kortare perioder på under 1 timme. De brukar kallas kortperiod-variabler.

##### Alfa Cygni-variabler
GCVS-typ: ACYG.
 
Superjättar av spektralklass Bep eller Aep. De pulserar icke-radiellt och multiperiodiskt med periodlängder från några dygn till flera veckor och med en amplitud på ungefär 0,1 magnituder. De många överlagrade perioderna kan lätt ge ett intryck av att variationerna är oregelbundna. Exempel är prototypstjärnan Alfa Cygni (Deneb) och Beta Orionis (Rigel).

##### PV Telescopii-variabler
GCVS-typ: PVTEL.
 
Detta är en ovanlig grupp med bara ett dussintal kända medlemmar. Stjärnorna är ”heliumsuperjättar”, stjärnor av spektralklass Bp med mycket svaga linjer av väte och starka linjer av helium och kol i sitt spektrum. De pulserar med en period på 0,1 till 1 dygn. På en tidsperiod av ungefär ett år kan de variera med en amplitud på upp till 0,2 magnituder. Med sina höga halter av kol kan dessa stjärnor ha släktskap med R Coronae Borealis-stjärnorna.
PV Telescopii-variabler indelas i tre olika typer utifrån spektraltyp: typ I representerar sena B- och A-stjärnor, typ II representerar O- och tidiga B-stjärnor och typ III representerar F- och G-stjärnor. Typ III-stjärnorna är alltid kolrika och har underskott av väte, medan stjärnor typ I och II stjärnor inte nödvändigtvis har ett överskott av kol. De varmare stjärnorna pulserar snabbare än de svalare.

##### BX Circini-variabler
GCVS-typ: BXCIR.
 
Variabler av spektralklass B som är fattiga på väte och som tidigare räknades till PV Telescopii-variablerna. Variabeltypen karaktäriseras av små variationer i ljusstyrka (0,1 magnitud i synligt ljus) och en väldigt regelbunden period på ungefär 0,1 dygn. BX Circini-variablerna kännetecknas också av att nästan helt sakna väte och förs liksom PV Telescopii-variablerna till gruppen extrema heliumstjärnor (EHe). Det finns än så länge (2019) endast ett fåtal variabler som räknas till denna grupp. Astronomerna misstänker att det beror på att variationerna inträffar enbart under en kortare del av stjärnans livslängd.

#### Snabbt pulserande Ap-stjärnor
Stjärnor av spektralklass A med en ovanligt hög halt av ämnen som kisel, strontium, krom och sällsynta jordartsmetaller i sitt spektrum, och med mycket starka magnetfält. Denna variabeltyp uppvisar snabba ljusvariationer och förändringar i radialhastigheten, med perioder på mellan 5 och 23 minuter.

#### Snabbt pulserande subdvärgar spektralklass B
Snabbt pulserande subdvärgar av klass B är en relativt ovanlig form av variabel, men delas ändå in i tre typer beroende på pulserandets orsaker och period:
1. V361 Hydrae-variabler: GCVS-typ: V361HYA. Stjärnorna i denna variabeltyp pulserar med korta perioder, 90–600 sekunder, på grund av stjärntryck.
2. V1093 Herculis-variabler: GCVS-typ: V1093HER. Stjärnorna pulserar med något längre perioder, 45–180 minuter, på grund av gravitationskrafter.
3. DW Lyncis-variabler: GCVS-typ: DWLYN. Stjärnorna uppvisar variabilitet som både V361 Hydrae-variabler och V1093 Herculis-variabler.[51]

#### Pulserande vita dvärgar
GCVS-typ: ZZ, ZZA, ZZB, ZZ/GWLIB och ZZO.

Vita dvärgar som pulserar med samma mekanism som cepheiderna och har egna instabilitetsområden i HR-diagrammet som passeras allteftersom de svalnar. De pulserar icke-radiellt, vanligen i många olika moder samtidigt. Perioden kan vara från 30 sekunder till 25 minuter med en amplitud på upp till 0,2 magnituder.
Undertypen ZZA (DAV eller ZZ Ceti-stjärnor) har spektraltypen DA med absorptionslinjer enbart av väte.

Undertypen ZZB (DBV eller V777 Herculis-stjärnor) har spektraltypen DB med absorptionslinjer enbart av helium.

Undertypen ZZO (DOV eller GW Virginis-stjärnor) har spektraltypen DO med absorptionslinjer av helium, kol och syre. Detta är heta stjärnor som är på väg att bli vita dvärgar.

#### XX Virginis-variabler
GCVS-typ: AHB1
 
Stjärnor som i Hertzsprung–Russell-diagrammet befinner sig ovanför huvudserien och pulserar med perioder på mellan 0,8 och 3 dygn. De uppvisar högst asymmetriska ljuskurvor med stor amplitud, med ljusökningar på mer än 25 procent. De har låg metallicitet och har låga massor och högre luminositet än motsvarande RR Lyrae-stjärnor.

#### ZZ Leporis-variabler
GCVS-typ: ZZLEP
 
Centralstjärnor i planetariska nebulosor, av spektraltyp O och temperaturer lägre än 50000 K, som varierar i ljusstyrka med perioder av timmar eller några få dygn. Variabiliteten beror på pulsering, variationer i massförlust eller bådadera.

### Eruptiva variabler
Eruptiva variabler är ingen enhetlig grupp. GCVS4 har under denna kategori samlat variabeltyper med sinsemellan rätt olika egenskaper. Gemensamt är att deras förändringar i ljusstyrka har en plötslig och oregelbunden karaktär. Det kan vara stjärnor som varierar i ljusstyrka på grund av våldsamma processer och flares på stjärnans yta, stjärnor som kastar ut massa i en skiva eller ett skal runt sig eller unga stjärnor som ännu inte nått huvudserien.

#### Stjärnor som kontraherar mot huvudserien
Detta är unga nybildade stjärnor, som ännu inte nått nollårslinjen på huvudserien. Dessa så kallade pre-main sequence stars (stjärnor före huvudserien), eller PMS-stjärnor, kan uppvisa många olika variabla beteenden som troligen alla stjärnor går igenom i sin första fas. De kan vara omgivna av rester av den nebulosa de bildades ur, som emellanåt, mer eller mindre, kan skymma stjärnan. De kan vara omgivna av en ackretionsskiva med material som faller ner på stjärnan i en ojämn takt. Material som faller ner kan bilda heta fläckar på ytan, vilket får stjärnan att ändra ljusstyrka i takt med rotationen. Unga stjärnor har också en förhållandevis snabb rotation som tillsammans med stjärnans magnetfält kan orsaka solfläckar och flares.
Dessa variabler är särskilt vanliga i stjärnbildningsområdena i och runt stjärnbilden Orion och kallas därför också Orionvariabler. De är också vanliga i unga öppna stjärnhopar, i så kallade T-associationer. Ett annat kännetecken är starka absorptionslinjer av litium i deras spektra, som påvisar halter som är 100 gånger eller mer än solens. Litium är ett ämne som snabbt fusioneras och är därför vanligt bara i unga stjärnor.
I GCVS4 är klassifikationen av dessa stjärnor rätt snårig, en modernare indelning med bara fyra klasser har föreslagits:

CTTS: Klassiska T Tauri-variabler, som uppvisar en insamlingsskiva.

WTTS: Weak-lined T Tauri-variabler, som saknar insamlingsskiva.

HAEBE: Herbig Ae/Be-stjärnor.

FUOR: FU Orionis-variabler.

##### Klassiska T Tauri-variabler (CTTS)

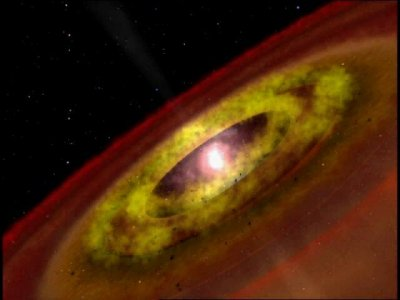
Teckning av en T-Tauri-stjärna med en cirkumstellär ackretionsdisk.

GCVS-typ: INST, INST(YY), INT, INT(YY), IT.

Mycket unga stjärnor som roterar snabbt och skapar starka magnetfält. De är av spektralklass Fe, Ge, Ke och Me och karaktäriseras av speciella emissionslinjer i spektret som kommer från insamlingsskivan. Variabilitetens amplitud kan uppgå till ett par magnituder. Förändringarna kan ske på en tidsperiod från minuter till år beroende på variabilitetens olika orsaker, enligt ovan. Viss periodicitet kan förekomma men förändringarna är mest av oregelbunden karaktär.
I beteckningen betyder T: av T Tauri-typ, N: uppvisar nebulositet, S: har snabba variationer av 1 magnitud inom 1-10 dygn, (YY): uppvisar tecken på infallande material.

##### Övriga T Tauri-liknande variabler (WTTS)
GCVS-typ: IN, IN(YY), INB, INS, INSB, INSB(YY).

Unga stjärnor av spektralklass F till M eller Fe till Me, men som saknar T Tauri-stjärnornas karaktäristiska emissionslinjer. Utvecklingsmässigt är de i fasen mellan de klassiska T Tauri-stjärnorna och nollårslinjen på huvudserien. Variabiliteten har ofta ett mer periodiskt uppträdande men med mindre amplitud än för de klassiska T Tauri-stjärnorna, antagligen beroende på solfläckar och stjärnans rotation. Flares kan också förekomma.
I beteckningen betyder B: Orionvariabel av spektraltyp F–M, N: uppvisar nebulositet, S: har snabba variationer av 1 magnitud inom 1–10 dygn, (YY): uppvisar tecken på infallande material.

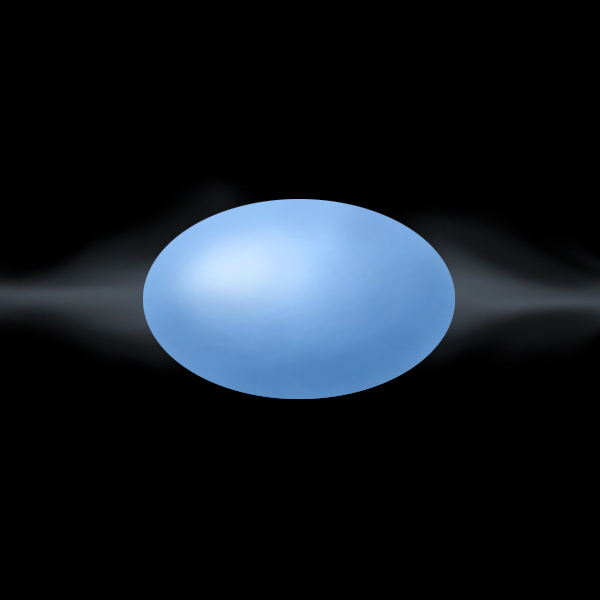
Be-stjärnan Achernar i stjärnbilden Eridanus, utplattad av sin extremt snabba rotation.

##### Herbig Ae/Be-stjärnor
GCVS-typ: INA, INS, INSA, UXOR.

Unga stjärnor av spektralklass B, A, Be eller Ae. De är den massivare och luminösare motsvarigheten till de klassiska T Tauri-stjärnorna och återfinns i nebulösa stjärnbildningsområden. Variabilitet tros orsakas av förmörkelser som orsakas av överblivet material från stjärnbildningen.
En särskild undergrupp bildar UX Orionis-variablerna, med oregelbundna variationer inom en vid amplitud från knappt detekterbar till mer än 4 magnituder. Alla UX Orionis-variabler är dock inte Herbig Ae/Be-stjärnor.

##### FU Orionis-variabler (fuorer)
GCVS-typ: FU.

En sällsynt typ av Orionvariabler, med bara fem konstaterade och nio misstänkta medlemmar i GCVS4. Mycket unga stjärnor som under en period av några månader ökar i ljusstyrka med upp till 6 magnituder och ligger sedan kvar på den högre nivån eller avtar bara ytterst sakta med ett par magnituder över en period av flera årtionden. Ingen fuor har studerats så länge att den setts gå tillbaka till sin ursprungliga ljusstyrka. Beteendet tros bero på en stor och plötslig ökning av inflödet av material från ackretionsskivan till stjärnans yta och misstänks kunna ske flera gånger under en stjärnas T Tauri-fas.
Prototypstjärnan FU Orionis upptäcktes 1937 då den ökade från magnitud 16 till 9 på ett halvår. Den har sedan dess sjunkit en magnitud fram till år 2010. Två svenskar har upptäckt varsin fuor. Den andra kända fuoren V1057 Cygni upptäcktes 1969 av Gunnar Welin och var tidigare klassad som T Tauri-stjärna. V733 Cephei upptäcktes på POSS-plåtar av Roger Persson 2004.

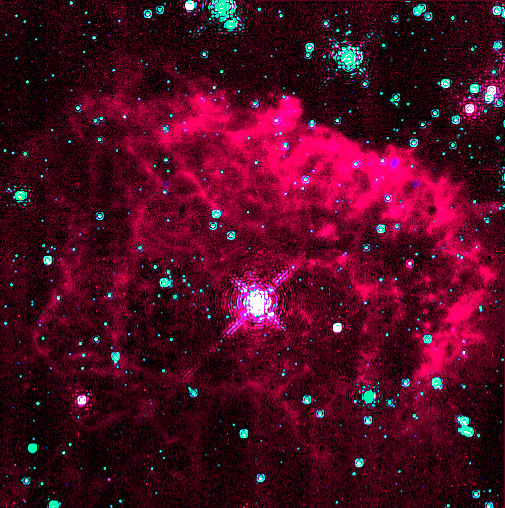
Pistolstjärnan i Skyttens stjärnbild är en lysande blå variabel. Den omges på bilden, tagen av NICMOS (Near Infrared Camera and Multi-Object Spectrometer), av Pistolnebulosan.

#### Massiva eruptiva blåvita stjärnor
Dessa stjärnor är de mest ljusstarka i sin värdgalax. Med sin stora massa och enorma luminositet ligger de nära Eddingtongränsen för den maximala storleken för en stjärna. Detta gör dem instabila med ett kaosartat pulserande istället för att som mindre massiva stjärnor pulsera stabilt.

##### Lysande blå variabler
GCVS-typ: SDOR.
 
Lysande blå variabler, eller LBV-stjärnor, är en ovanlig variabeltyp med 10–20 kända objekt. De är eruptiva hyperjättar som under tidsperioder av månader till årtionden kan ändra sin ljusstyrka 1 till 7 magnituder. Stjärnorna är ofta omgivna av utstötta skal av gas och stoft, material som först kan öka stjärnans ljusstyrka för att sedan när stoftet kondenseras delvis skymma stjärnan.
Ett exempel är P Cygni som under 1600-talet fick flera utbrott. Ett annat exempel är Eta Carinae som fick ett stort utbrott 1843 och ett tag var Eta Car den näst starkaste stjärnan på himlen med magnitud −0,8. Sedan bleknade den och var mellan år 1900 och 1940 inte synlig för blotta ögat utan nere på magnitud 8. Den har därefter successivt åter ljusnat och hade år 2014 en magnitud av 4,5, dvs. ungefär så stark som när den först katalogiserades 1677.
Variabeltypen kallades tidigare S-Doradus-variabler, efter prototypstjärnan S Doradus och kallas ibland även Hubble-Sandage-variabler, främst med avseende på variabler av denna typ upptäckta i M31 och M33.

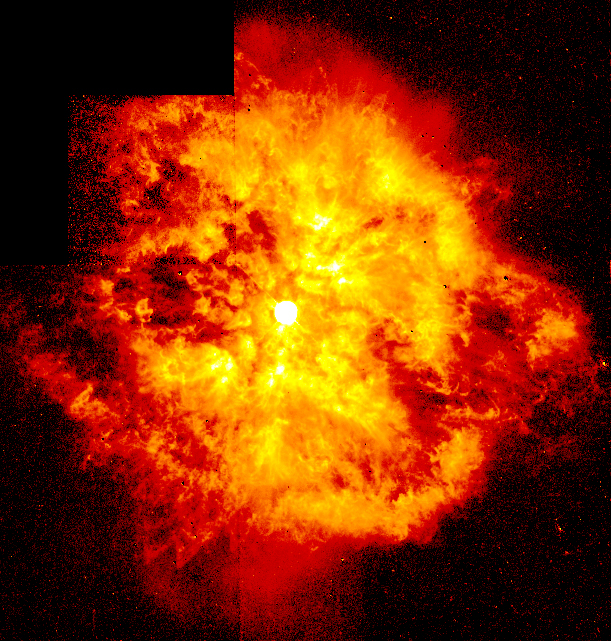
Wolf–Rayet-stjärnan WR 124 i stjärnbilden Pilen inuti sitt utkastade moln av gas, nebulosan M1-67.

##### Wolf-Rayet-variabler
GCVS-typ: WR.
 
Wolf-Rayet-stjärnor är massiva stjärnor som kännetecknas av mycket starka absorptionslinjer i sitt spektrum orsakade av massutflöde och en stark stjärnvind. Variationerna på upp till 0,1 magnituder orsakas förmodligen av fluktuationer i massutflödet. Den ljusstarkaste WR-variabeln är Gamma2 Velorum i stjärnbilden Seglet med en visuell magnitud av +1,83.

#### Flarestjärnor
GCVS-typ: UV, UVN.
 
Flarestjärnor eller UV Ceti-stjärnor är huvudseriestjärnor av spektralklass Ke eller Me. Jämfört med solen är de lätta och ljussvaga stjärnor. De uppvisar oregelbundet och slumpmässigt plötsliga ljusökningar med upp till 6 magnituder. Ljusstyrkan kan nå maximum inom en eller ett par minuter och inom en timme kan stjärnan vara helt tillbaka på sin tidigare nivå. Ljusökningen är mest märkbar i kortare våglängder på grund av utbrottens höga temperatur. Utbrottens amplitud varierar och mindre utbrott är vanligare än större. Den troligaste orsaken till utbrotten är samma mekanism som orsakar flares på solen. Upplagrad energi i stjärnans magnetfält frisläpps plötsligt i samband med att magnetfältets fältlinjer vrids, bryts och återkopplas. Detta är en svårobserverad variabeltyp som kräver långa och kontinuerliga observationer.

Några av solens närmsta grannar är flarestjärnor, till exempel den närmaste V645 Centauri (Proxima Centauri) och UV Ceti. UV Ceti, eller Luyten 726-8, är för övrigt det sjätte närmaste stjärnsystemet till solen.
Undertypen UVN eller så kallade flash-stjärnor är unga stjärnor som ännu inte hunnit kontrahera till huvudserien och som uppvisar flare-beteende. Dessa har likheter med T Tauri-stjärnorna.

#### Be- och Gamma Cassiopeiae-stjärnor
GCVS-typ: BE, GCAS. Numera förekommer också LERI som beteckning.

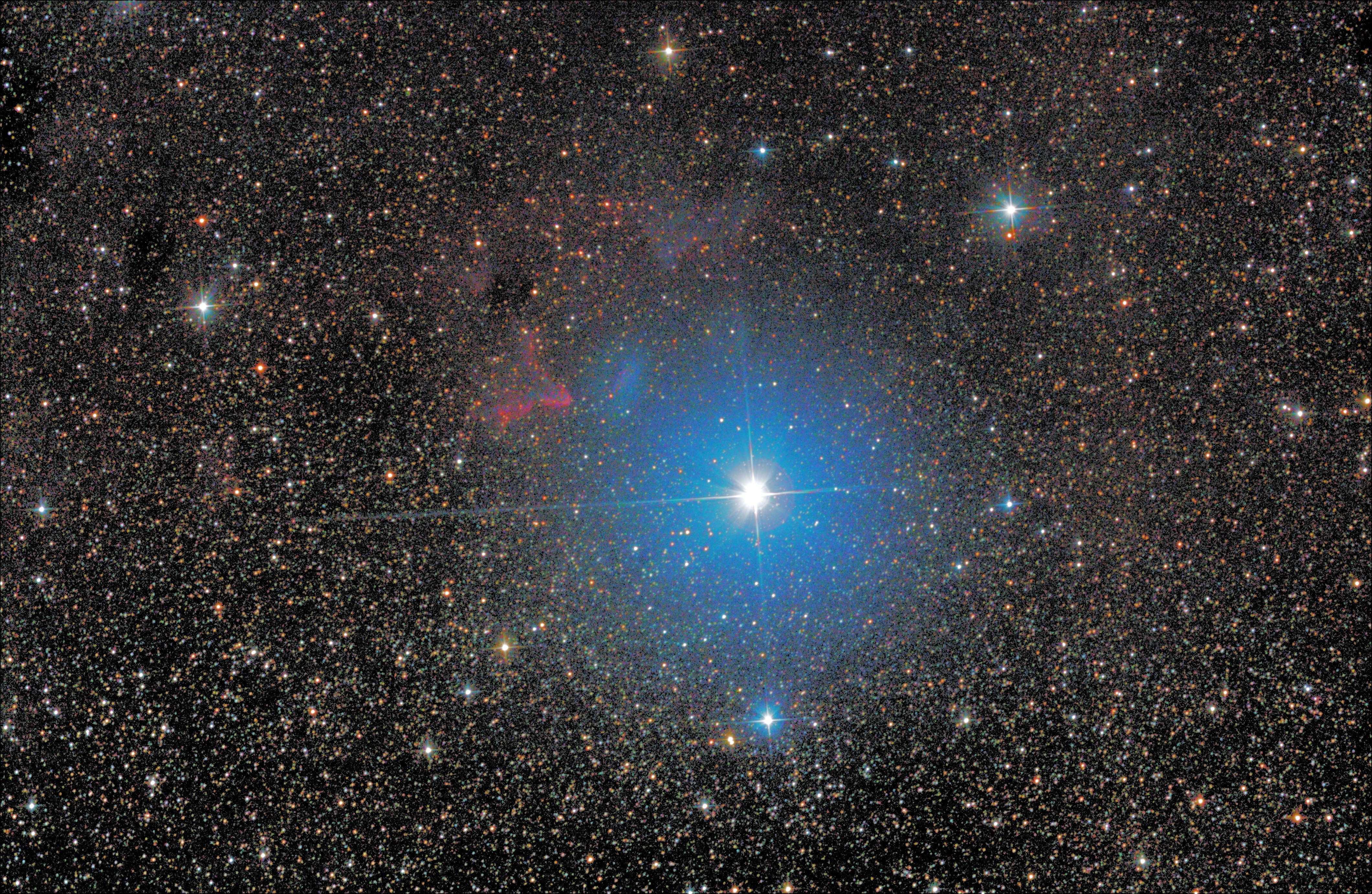
Gamma Cassiopeiae och nebulosorna IC63 och IC59 fotograferade med en Skywatcher 130P-DS, EQ3 tripod och modifierad Canon 450D.

Detta är stjärnor av spektralklass Be (e står för emissionslinjer i spektret). Spektret varierar dock typiskt över tiden och ibland kan emissionslinjerna försvinna helt. Dessa stjärnor har mycket hög rotationshastighet, upp till 500 km/s vid ekvatorn. Den höga hastigheten gör att material kan slungas ut från ekvatorregionen till en skiva eller ett skal runt stjärnan. Pulsering i stjärnan kan också bidra till att material stöts ut och att stjärnan varierar i ljusstyrka.
BE: Be-stjärnor med småskaliga och snabba variationer, mest tydligt i deras spektrum. Variationerna beror troligtvis huvudsakligen på rotations- och pulseringseffekter. Några av dessa kortperiodiska variabler benämns numera Lambda Eridani-variabler (LERI).
GCAS: Be-stjärnor med massutkast. De kan variera i ljusstyrka med upp till 1,5 magnituder. Prototypstjärnan Gamma Cassiopeiae fick 1937 ett utbrott och ljusnade till magnitud 1,5, sjönk till 2,2 i slutet av 1937, fortsatte att sjunka till 3,0 år 1940 och har sedan dess sakta ökat till mellan 2,1 och 2,2 år 2010. Delta Scorpii upptäcktes vara en GCAS-stjärna först år 2000 då amatörastronomen Sebastian Otero lade märke till att den ökat i ljusstyrka. Den nådde magnitud 1,6 år 2003, 2005 hade den gått tillbaks till sin ursprungliga nivå på 2,3 och har 2005–2010 pendlat mellan 2,3 och 1,8.

#### R Coronae Borealis-variabler
GCVS-typ: RCB.

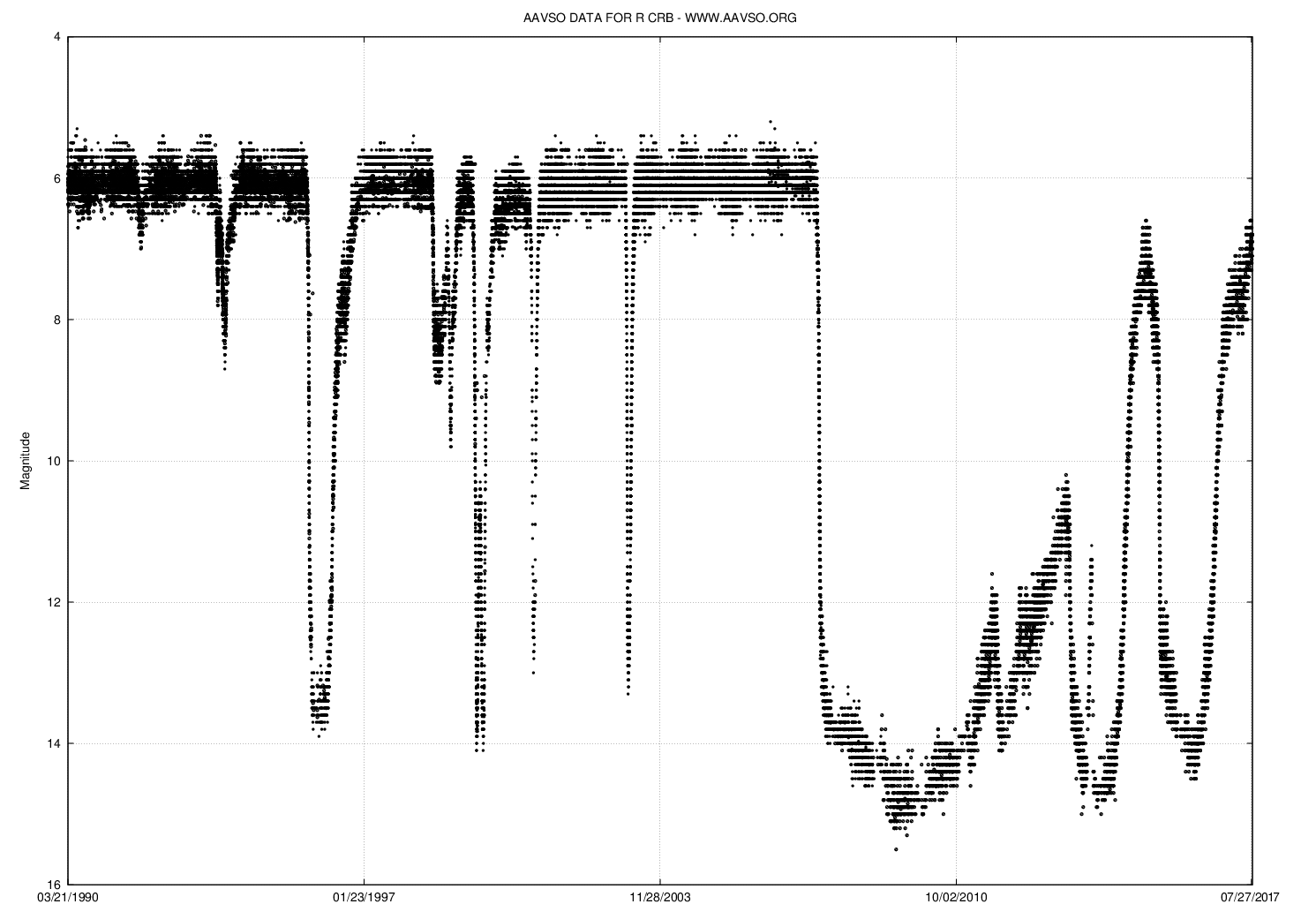
Ljuskurva från AAVSO (American Association of Variable Star Observers) som visar R Coronae Borealis mellan 1990 och 2017 och därmed det oväntade djupa minimumet 2007–2011.

En liten och extremt ovanlig variabeltyp. I GCVS4 finns bara drygt 40 konstaterade eller misstänkta medlemmar. Astronomernas teori är att tillståndet bara inträffar under en kortare fas i vissa stjärnors utveckling, kanske under en så kort period som 1 000 år. Det här gör att antalet RCB-variabler i Vintergatan vid en viss tidpunkt uppskattas till ungefär 1 000. Forskningen kring RCB-variabler har intensifierats på 2000-talet, vilket ökat antalet kända variabler påtagligt. Ungefär 100 RCB-variabler har identifierats i Vintergatan och Stora magellanska molnet fram till 2012.
RCB-variablerna är luminösa jättestjärnor med låg halt av väte och med ovanligt hög halt av helium och kol i sin atmosfär. Normalt lyser de med nästan konstant ljusstyrka men kan plötsligt och oregelbundet falla 1 till 9 magnituder. Minimumet kan vara från en månad till flera år. Den troligaste förklaringen till fenomenet är att dessa stjärnor är långt utvecklade AGB-stjärnor som kastat av sig sitt yttre väterika skal och blottlagt sitt helium- och kolrika inre. Minimum tros inträffa när moln av kol stöts ut och senare kondenseras till sot som blockerar ljuset till dess molnet skingras. Dessa stjärnor kan också pulsera oregelbundet med en amplitud på upp till 0,5 magnituder och en period av 30 till 100 dagar. Exempel är SU Tauri och den stjärna som är prototyp för gruppen, R Coronae Borealis. R CrB fick från juli 2007 ett ovanligt långt minimum som pågick ända till 2011. Variabeln lyser normalt med magnitud 6 och i sitt minimum med magnitud 14 till 15.
En särskild undergrupp bland RCB-variablerna bildar DY Persei-variablerna.

#### RS Canum Venaticorum-variabler
GCVS-typ: RS.

Detta är stjärnor i ett tätt dubbelstjärnesystem som uppvisar hög aktivitet i kromosfären och koronan genom emissionslinjer av kalcium, väte och kalium. Flera av dem är också förmörkelsevariabler och vissa är röntgen- och radiokällor. RS CVn-stjärnorna uppvisar en sinusformad ljuskurva med en amplitud på upp till 0,2 magnituder och en period som ligger nära, men inte exakt lika med omloppstiden.
RS CVn-stjärnor har bunden rotation, med tidvattenkrafter som snabbar upp deras rotation. Detta genererar i sin tur starka magnetfält, vilket orsakar aktiviteten i atmosfären och stora områden med solfläckar. Solfläckarna tros orsaka variationen på 0,2 magnituder i takt med stjärnans rotation och att fläckarna förflyttar sig över ytan.
Variabeltypen är indelad i fem undertyper: Regelbundna system, kortperiodssystem, långperiodssystem, flare-stjärnesystem och V471 Tauri-system.

### Kataklysmiska variabler

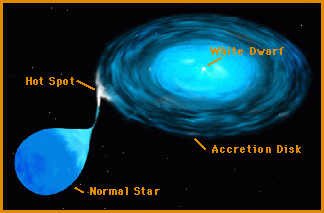
Ett kataklysmiskt dubbelstjärnsystem med en vit dvärg.

Kallas också explosiva eller novaliknande variabler. Grunddefinitionen är en tät dubbelstjärna med massöverföring, med en vit dvärg som primärkomponent och en sekundär komponent som ofta är en stjärna sent i huvudserien.
Kataklysmiska variabler förknippas ofta med novor. Ordet nova kommer från latinet och betyder ny som i ”ny stjärna”. Vi vet nu att det inte är frågan om nya stjärnor utan om befintliga stjärnor som plötsligt flammar upp i enorma energiutbrott så att de ser ut att dyka upp som nya stjärnor på himlen. Supernovor av typ Ia, novor och dvärgnovor har alla det gemensamt att de uppstår i ett tätt dubbelstjärnesystem med en vit dvärg och en vanlig stjärna. Den senare stjärnan har fyllt sin roche-lob, antingen på grund av att den börjat svälla för att den ligger sent i sin utveckling eller att omloppsradien med tiden har minskat. Från roche-loben förs material över till en ackretionsskiva runt den vita dvärgen för att till slut falla ner på dess yta (se bild till höger). För en typ Ia supernova slutar processen med att hela den vita dvärgen förintas i en okontrollerad kärnreaktion, för novorna sker explosionen enbart på ytan av den vita dvärgen och för dvärgnovorna är det processer i insamlingsskivan som orsakar utbrotten.

#### Supernovor
GCVS-typ: SN, SNI och SNII.

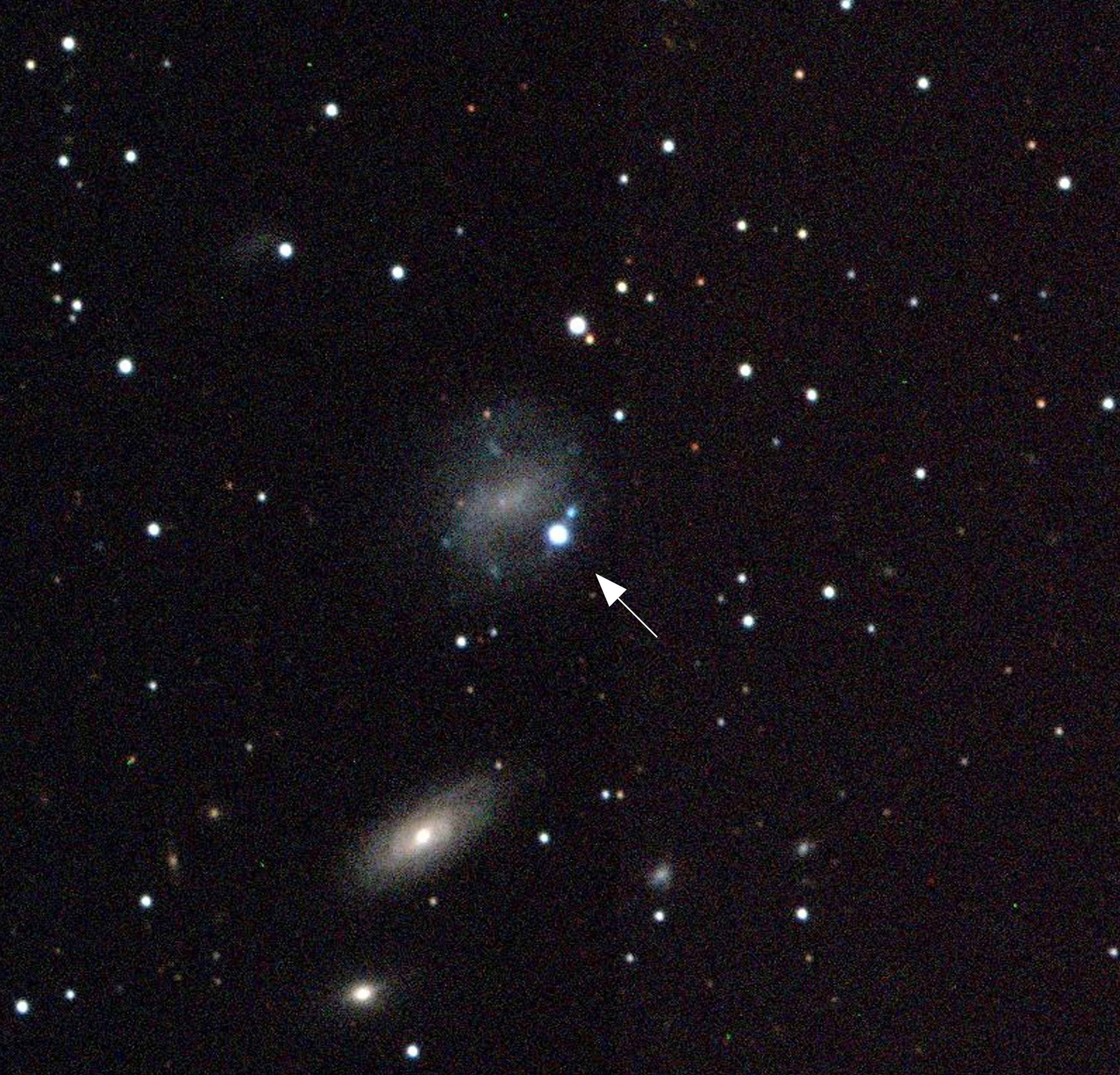
Hypernovan SN 1998bw i Kikarens stjärnbild fotograferad från La Silla-observatoriet.

Supernovan är den mest dramatiska typen av kataklysmiska variabler och är bland de mest energirika händelserna överhuvudtaget i universum. Det finns två olika tillstånd som kan orsaka supernovor:
- Massöverföring till en vit dvärg i ett tätt dubbelstjärnesystem. I motsats till en nova är det vid ett supernovautbrott den vita dvärgens kärna av degenererat kol och syre som antänds i en okontrollerad kedjereaktion, varvid hela stjärnan exploderar och sprids ut i rymden. Detta är typ Ia.
- En massiv stjärna som i slutet av sitt liv har en massa som överskrider Chandrasekhargränsen kollapsar till en neutronstjärna eller ett svart hål då dess bränsle tar slut och det utåtriktade strålningstrycket inte längre kan upprätthållas. Detta är typ Ib, Ic och II.

Indelningen i olika typer bygger på egenskaper i supernovans spektrum. Typ II har linjer av väte i sitt spektrum vilket saknas hos typ I. Typ Ia har linjer av kisel, typ Ib har linjer av helium och Ic saknar linjer för både kisel och helium.
En supernova kan öka i ljusstyrka med över 20 magnituder. Supernovor av typ Ia antas ha ungefär samma absoluta magnitud vid maximum på −19,3±0,1 och är ett viktigt standardljus för de största avstånden i universum, övriga typer har en varierande, men något lägre, absolut magnitud vid maximum. Efter explosionen tar det två till tre veckor innan supernovan når maximum. Efter maximum avtar den efter en månad ett par magnituder, därefter avtar den i en långsammare takt. Vissa typ II-supernovor (II-P) har en platå med konstant ljusstyrka under cirka 80 dagar efter första maximum, eller t.o.m. ett andra maximum. Supernovorna år 1572 och 1604 var synliga för blotta ögat i över ett år efter deras upptäckt.
Studiet av supernovor har bidragit till flera viktiga astronomiska upptäckter:
- Universums expansion.
- Bidragit till förståelsen om universums storskaliga struktur.
- Teorin om mörk energi och att takten i universums expansion ökar.
- En ökad förståelse om stjärnors utveckling.

Supernovorna har en egen namngivningsstandard skild från övriga variabla stjärnor. De betecknas med SN följt av upptäcktsår och en eller två bokstäver som räknas upp löpande under året. Först används A till Z, sedan aa till az, sedan ba till bz. Därför får exempelvis den tredje supernovan som upptäcks 2003 designationen SN 2003C. Upptäckter av nya supernovor rapporteras till IAU:s Central Bureau for Astronomical Telegrams som också administrerar namnsättningen.
Statistiskt sett räknar man med att i genomsnitt ett par supernovor per århundrade bör uppträda i Vintergatan. Trots det har ingen registrerats sedan SN 1572 (Tycho Brahes nova) och SN 1604 (Johannes Keplers nova). Däremot upptäcks ett allt mer ökande antal i andra galaxer. Ett par viktiga supernovor är S Andromedae (SN 1885A) i Andromedagalaxen och SN 1987A i Stora magellanska molnet. Den förra var den först upptäckta supernovan i en annan galax, även om man vid den tiden inte var medveten om skillnaden mellan novor och supernovor eller att Andromedagalaxen låg utanför Vintergatan. Den senare är den närmaste supernovan i modern tid och därför relativt lätt att studera. Fram till år 1980 hade omkring 500 supernovor upptäckts, vilket kan jämföras med de 338 som upptäcktes 2010. Flera supernovor upptäcks varje år av amatörastronomer, bland annat har den svenske amatörastronomen Gregor Duszanowicz fram till 2010 upptäckt 10 stycken.

#### Novor
GCVS-typ: N, NA, NB, NC och NR.

En nova eller klassisk nova kallas en stjärna, vanligtvis en vit dvärg i nära kontakt med en röd jätte, som under en period ökar sin ljusstyrka kraftigt. Novor ökar i ljusstyrka med 6 till 19 magnituder under några dagar, veckor eller månader. Den absoluta magnituden är maximalt cirka −9. Novan avtar sedan i ljusstyrka under en period av månader, år eller decennier. Novans absoluta magnitud är korrelerad med hur snabbt den avtar, en snabb nova har en högre absolut magnitud. Denna relation kan användas för att uppskatta avståndet.
Väte- och heliumrikt material som ansamlas på den vita dvärgens yta antänds i en okontrollerad kedjereaktion när massa, temperatur och tryck når en kritisk gräns. I samband med explosionen kastas ett skal av material ut med en hastighet av upp till 2 000 km/s som exciteras av UV-ljus från den vita dvärgens heta yta. Detta kan ses genom de starka, breda och blåförskjutna emissionslinjerna som är typiska i en novas spektrum en tid efter maximum.
Cirka 30 novor per år tros förekomma i Vintergatan, de flesta av dem skyms dock av stoftet i Vintergatans plan. I genomsnitt 8 synliga novor per år registrerades under perioden 2001 till 2010.
För en liten grupp, de rekurrenta novorna, har mer än ett utbrott förekommit. Det är möjligt att alla novor är rekurrenta, men på en så lång tidsskala att vi inte hunnit observera mer än ett utbrott.
Beroende på hur många dygn det tar novan att avta med 3 magnituder från sitt maximum delar man in dem i följande kategorier:

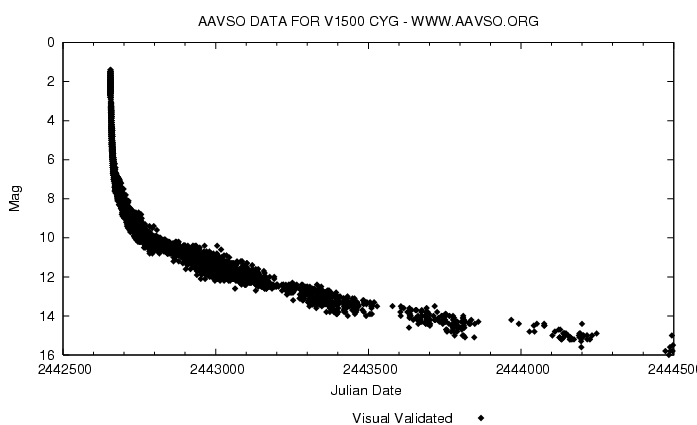
Ljuskurva från AAVSO för Nova Cygni 1975, perioden 1975-03-28 till 1980-09-17.

NA: Snabba novor, som avtar med 3 magnituder inom 100 dygn. Dessa är också de ljusstarkaste. Två av de starkaste novorna under 1900-talet var Nova Aquilae 1918 (V603 Aquilae) och Nova Cygni 1975 (V1500 Cygni). 1963 upptäckte den svenske amatörastronomen Elis Dahlgren Nova Herculis 1963 (V533 Herculis).

NB: Långsamma novor, som kräver minst 150 dygn för att avta 3 magnituder.

NC: Mycket långsamma novor, som kan ha ett maximum i över ett decennium och sedan långsamt avta. Variabeltypen kallas luminös röd nova (LRN). Ett exempel är V838 Monocerotis.

NR: Rekurrenta novor, det vill säga novor som har haft flera utbrott. Amplituden är upp till 8 magnituder med en period av 10 till 80 år. Detta är en rätt sällsynt grupp stjärnor med bara åtta kända medlemmar. Ett exempel är T Coronae Borealis som haft utbrott 1866 och 1946 och RS Ophiuchi som haft utbrott 1958, 1967, 1985 och 2006.

#### Dvärgnovor
GCVS-typ: UG, UGER, UGSS, UGSU, UGWZ, UGZ, UGZ/IW.

Dvärgnovor får oregelbundet utbrott med en ökning i ljusstyrkan med upp till 6 magnituder. Utbrottens intervall och amplitud varierar, men med en tendens att ju större utbrottet är, desto längre tid dröjer det tills nästa utbrott. Den genomsnittliga tiden mellan utbrotten varierar kraftigt mellan olika dvärgnovor, från tio till flera tusen dygn. Utbrottens längd är vanligtvis några dagar eller en vecka, men är för vissa stjärnor ännu längre. Omloppstiden i dubbelstjärnesystemet är kort, 1 till 12 timmar. Ett märkligt gap i omloppstiden finns för intervallet 2,2 till 2,8 timmar, där nästan inga dvärgnovor återfinns.
Där materialet från givarstjärnan träffar insamlingsskivan bildas en het fläck. När systemet inte befinner sig i utbrott kommer det mesta av ljuset från denna fläck och från insamlingsskivan. I takt med omloppstiden syns små pucklar, humps, på ljuskurvan som härrör sig från att den heta fläcken syns från olika riktningar under omloppet. Hack i ljuskurvan från förmörkelser av den heta fläcken kan också förekomma. Dessutom förekommer små flimrande variationer vilket tros bero på interaktion mellan materieströmmen och den heta fläcken. Dvärgnovorna strålar också ofta i UV-ljus och röntgenstrålning från den heta innersta delen av insamlingsskivan.
Dvärgnovornas stora utbrott tros bero på att materialet som ansamlas i insamlingsskivan inte direkt och i jämn takt strömmar ned på den vita dvärgens yta. Istället byggs det upp mer och mer material i skivan som vid ett utbrott blivit instabil och lämnar ifrån sig en stor mängd material som plötsligt faller ner mot ytan. Utbrottets energi kommer från den lägesenergi som utlöses när materialet faller ner genom den vita dvärgens gravitationsfält.
Dvärgnovorna är ett viktigt forskningsområde inom astronomin, speciellt för förståelsen av dynamiken kring ackretionsskivor (insamlingsskivor). Många amatörastronomer ägnar sig också åt att bevaka dvärgnovor och rapportera deras utbrott.
Dvärgnovorna är indelade i åtminstone tre undertyper:
UGSS: Dvärgnovor av typen U Geminorum eller SS Cygni. Detta är den vanligaste typen med enbart normala dvärgnovautbrott.

UGSU: Dvärgnovor av typen SU Ursae Majoris. De har förutom normala utbrott emellanåt större utbrott, s.k. supermaxima, som är upp till 2 magnituder ljusstarkare och varar upp till fem gånger längre tid än ett normalt utbrott. Ett annat kännetecken är förekomsten av s.k. superhumps under supermaximat, större pucklar om 0,2–0,3 magnituder överlagrade på ljuskurvan med en period vanligtvis något större än omloppstiden. Båda dessa fenomen tros bero på resonans- och precessionseffekter hos insamlingsskivan.

UGZ: Dvärgnovor av typen Z Camelopardalis. Detta är dvärgnovor som ibland ”fastnar” halvvägs ner efter ett utbrott och under flera cykler lyser med en ljusstyrka mellan maximum och minimum. Detta tros bero på att insamlingsskivan kan växla mellan två olika tillstånd, ett vid normala utbrott då material ansamlas och frisläpps periodiskt, och ett då material strömmar i jämn takt från insamlingsskivan till den vita dvärgen.
Påminnande om dvärgnovorna, men inte tillhöriga dessa är:
IBWD: AM Canum Venaticorum-variablerna, med tätt cirkulerande dubbelstjärnor och mycket kort omloppstid på 10 – 65 minuter. De har spektra som domineras av helium och kallas ofta heliumdvärgnovor, eftersom de är dvärgnovaliknande.

#### Novaliknande variabler
GCVS-typ: NL, AM.

NL: Novaliknande stjärnor. Detta är kataklysmiska system som inte setts i utbrott men har spektrum och andra egenskaper som liknar novor och dvärgnovor.
Det kan vara system som permanent verkar ha fastnat i platåfasen hos UGZ-stjärnorna (UX Ursae Majoris), eller stjärnor som normalt verkar ligga på platåfasen och ibland får djupa minimum (VY Sculptoris).
AM: AM Herculis-stjärnor eller polarer. Detta är dvärgnovasystem med ovanligt starka magnetiska fält. Så starka att en normal insamlingsskiva inte bildas. Istället följer materialet från givarstjärnan de magnetiska fältlinjerna och ansamlas vid de magnetiska polerna hos den vita dvärgen. De är källor till röntgenstrålning och sänder ut polariserat ljus. De kallas därför också ibland för polariserande stjärnor. Amplituden i synligt ljus är upp till 4–5 magnituder.
Det finns också mellanformer där magnetfältet inte är lika starkt och där både insamlingsskiva och inflöde vid de magnetiska polerna förekommer. Ett exempel är DQ Herculis.

#### Symbiotiska stjärnor
GCVS-typ: ZAND.

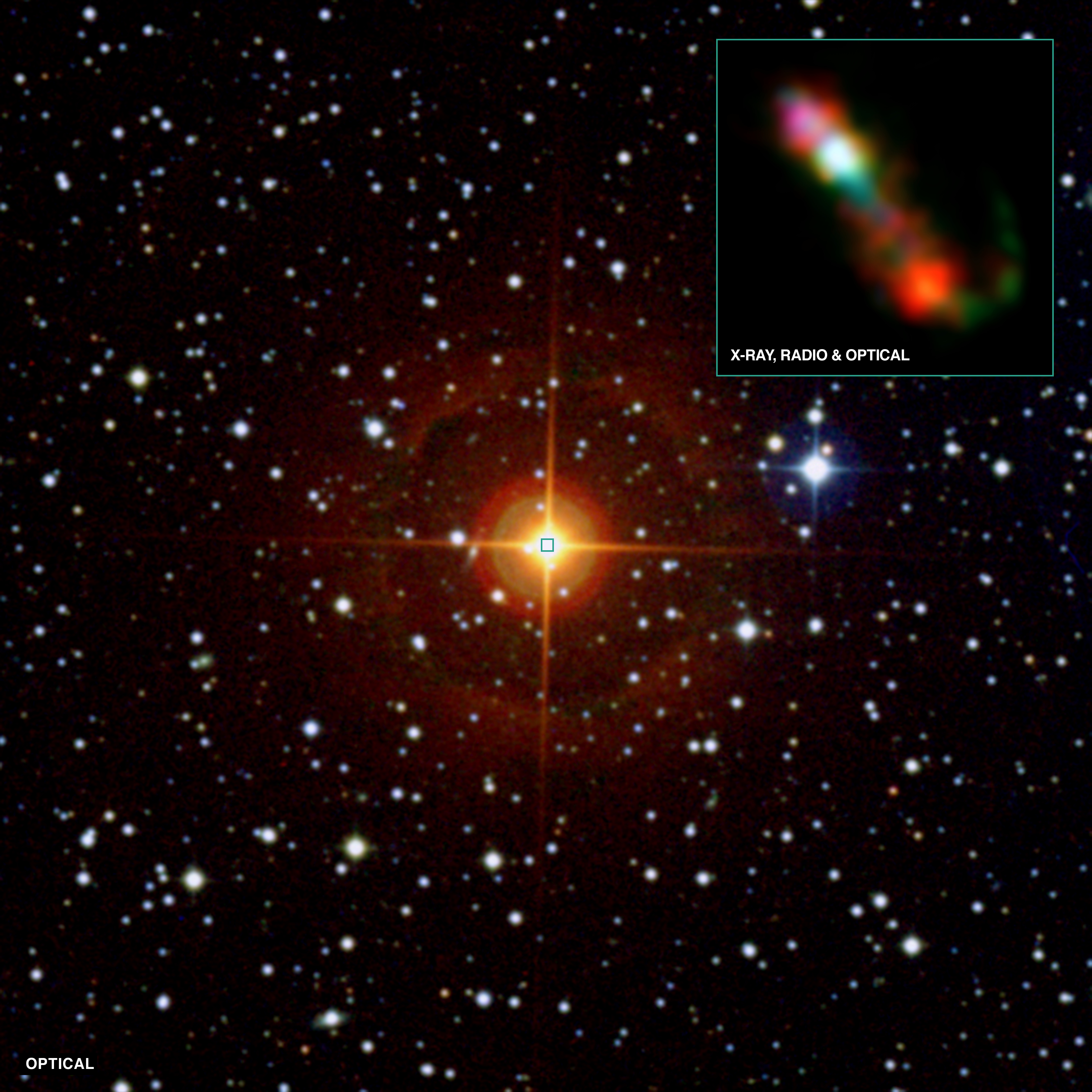
Z Andromedae-variabeln CH Cygni fotograferad med Chandra-teleskopet i våglängder av röntgen, radio och synligt ljus.

Symbiotiska stjärnor, även benämnda Z Andromedae-variabler, är dubbelstjärnesystem bestående av en stor och sval röd jätte och en liten het stjärna, vanligtvis en vit dvärg, i övrigt en rätt heterogen grupp. Jämfört med dvärgnovorna kretsar dessa stjärnor på ett mycket längre avstånd från varandra, där omloppsperioder från 100 till 850 dagar är vanliga. Variabiliteten kan bero på utbrott i insamlingsskivan runt den heta stjärnan, som bildas av material som strömmar från den svala stjärnan, pulsering hos den röda jätten samt att komponenterna kan förmörka varandra. Amplituden i ljusförändringarna är upp till 4 magnituder och har på grund av variabilitetens skilda orsaker både oregelbundna och regelbundna inslag. Några exempel av denna typ är Z Andromedae, CH Cygni och CI Cygni.

### Röntgenvariabler

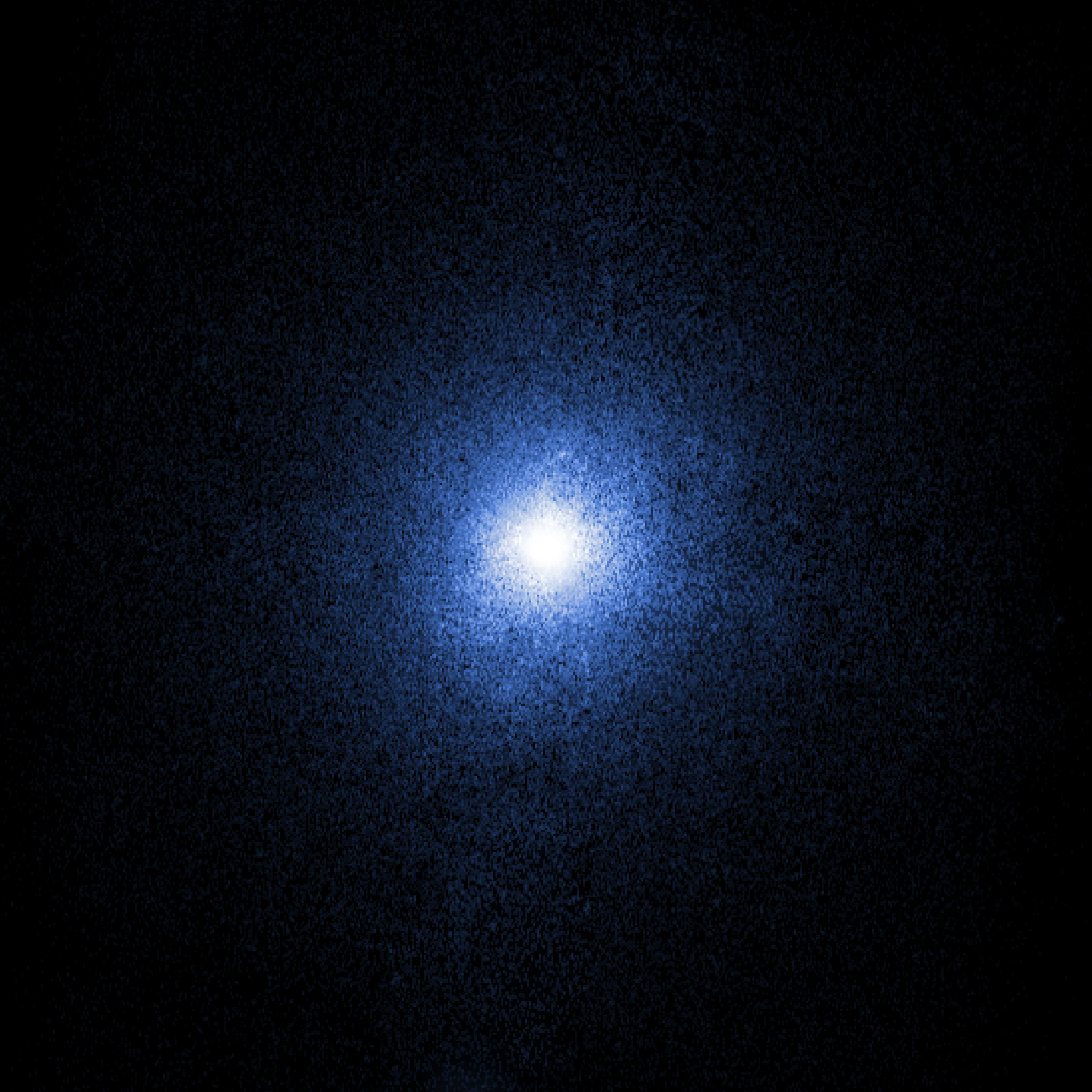
Foto av röntgenbinären Cygnus X-1 taget med Chandra-teleskopet 2009.

GCVS-typer: X, XB, XF, XI, XJ, XN, XND, XNG, XP, XPR, XPRM, XM och XRM.

Detta är täta dubbelstjärnesystem med en normal stjärna och en kompakt stjärna som kan vara en vit dvärg, men vanligen är en neutronstjärna eller ett svart hål. Det krävs temperaturer på mer än en miljon K för att röntgenstrålning ska produceras, vilket kan uppnås när material accelereras i den kompakta komponentens mycket starka gravitationsfält. Röntgenstrålning tränger inte igenom vår atmosfär och måste därför studeras med rymdbaserade teleskop. Variationerna i ljusstyrka kan vara mycket komplicerade, men orsakas i grunden av samma mekanismer som i de kataklysmiska systemen, nämligen att material förs över från den normala stjärnan till en ackretionsskiva runt det kompakta objektet.
Systemen delas upp i tre typer utifrån deras massa:
- HMXB-objekt har en normal stjärna som är en tung O-, B-stjärna eller Be-stjärna, men oftast en blå superjätte, och massöverföringen sker i första hand genom stjärnvind. Den kompakta komponenten, som sänder ut röntgenstrålning är en neutronstjärna eller ett svart hål, medan den normala stjärnan dominerar utstrålningen i synligt ljus.[150]
- LMXB-objekt har en givarstjärna av skeptraltyp G, K eller M där material flödar över från en fylld roche-lob och den andra komponenten antingen är ett svart hål eller en neutronstjärna. Dessa system lyser vanligen mycket starkare i röntgenvåglängder än i synliga våglängder. Ungefär 200 sådana objekt har upptäckts i Vintergatan.[151]
- IMXB-objekt är också system med en komponent som är neutronstjärna eller svart hål, men där den andra komponenten bara är en medeltung stjärna. Dessa objekt utvecklas med tiden till LMXB-objekt.[150][152]

Dessutom räknas mikrokvasarerna till röntgenbinärerna, som en egen liten grupp. Mikrokvasaren är en region omkring ett svart hål med åtskilliga M☉ (solmassor) som har en "normal" stjärna som följeslagare. Mikrokvasaren har fått sitt namn att likheterna med en kvasar, nämligen närvaron av stark och variabel radiostrålning och en ackretionsskiva runt det kompakta objektet. Hos kvasarer har det svarta hålet  miljoner solmassor, hos mikrokvasaren endast ett mindre antal solmassor. Ackretionsmassorna hos mikrokvasaren kommer från en normal stjärna och ackretionsdisken är ljusstark i både synligt ljus och röntgen.

### Övriga typer
Bland övriga typer märks irreguljära variabler, som är en samlingsbeteckning som innefattar både eruptiva och pulserande variabler.
Klassen ”övriga typer” inom GCVS4 innehåller variabler som är så dåligt studerade att man inte kunnat avgöra vilken av de andra klasserna de ska tillhöra eller variabler med unika egenskaper. Här finns också stjärnor som tidigare antagits vara variabla och fått en variabelbeteckning men som vid en noggrannare undersökning visat sig vara konstanta.
Det finns vidare en grupp objekt som är variabla, men som inte är stjärnor. Det är frågan om avlägsna kvasarer som är variabla, aktiva galaxkärnor och andra extragalaktiska objekt som har så liten vinkeldiameter att de ser punktformiga ut och därför tagits för stjärnor vid upptäckten. Dessa objekt kan med fördel studeras med samma metoder som vanliga variabla stjärnor. Exempel på en grupp som studeras på detta sätt är blazarer av BL Lacertae-typ.
Det finns vidare stjärnor som inte riktigt passar in i nuvarande (2019) variabelgrupper. Ett utmärkt exempel är TT Arietis, som påminner om både en eruptiv och en kataklysmisk variabel. Den har karaktäriserats som en novaliknande stjärna av VY Sculptoris-typ (NL/VY), men också som dvärgnova av SU Ursae Majoris (UGSU) och AM Herculis-typ (AM) på grund av dess luminositet i våglängder av röntgen. Den har emellertid inga utbrott, utan bleknar bort på samma sätt eruptiva R Coronae Borealis-variabler (RCB) och kan vidare tänkas efterlikna dessa i egenskap av en dvärgnova av Z Camelopardalis-typ (UGZZ).

## Variabla stjärnor för blotta ögat

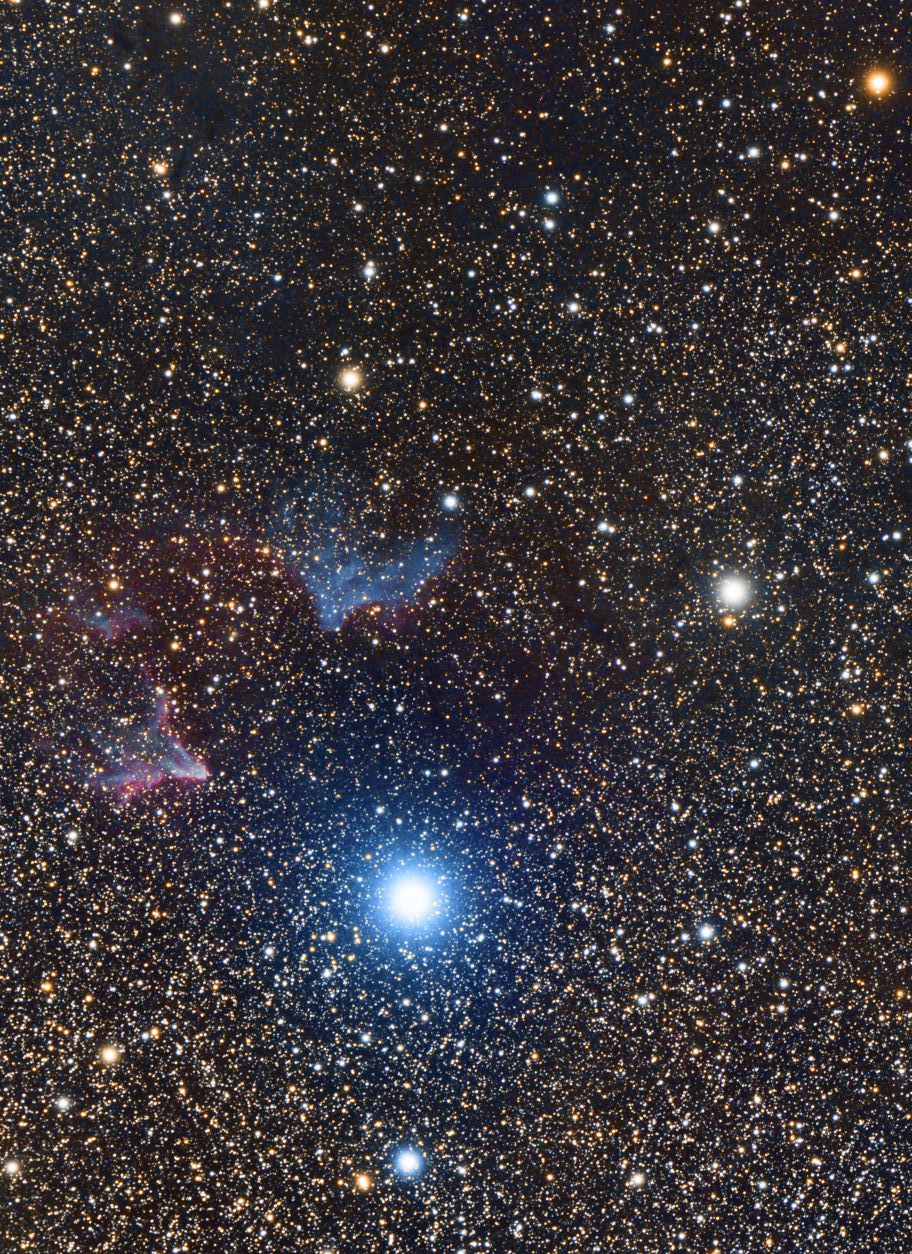
Gamma Cassiopeiae och nebulosorna IC63 och IC59. Peka på objekten för att få veta vad de heter.

Sky & Telescope presenterade 2010 en topplista med variabler för amatörastronomen som vill studera variabla stjärnor med blotta ögat eller med en blygsam fältkikare. Så här såg topplistan ut:
1. Algol (Beta Persei) – prototypstjärna för förmörkelsevariabler, som varierar mellan 2,1 och 3,4 i magnitud med en period av 2,87 dygn.
2. Lambda Tauri – också en förmörkelsevariabel och med mindre variation i ljusstyrka, mellan 3,4 och 3,9. Perioden 3,953 dygn gör att man kan följa fyradygnsintervaller i ungefär en månad, innan förhållandet förändrats.
3. Beta Lyrae (Sheliak) – är en helt annan typ av förmörkelsevariabel, som förändras under hela sin 12,94 dygn långa period. Ljusstyrkan skiftar mellan 3,3 och 4,4.
4. Delta Cephei – prototypen för klassiska cepheider, som varierar mellan 3,5 och 4,4 i magnitud under en period av 5,37 dygn.
5. Zeta Geminorum (Mekbuda) – också en cepheid, men med mer regelbunden variation. Den varierar mellan 3,6 och 4,2 under 10,15 dygn.
6. Granatstjärnan (My Cephei) – en vacker röd superjätte som varierar mellan 3,4 och 5,1 med två perioder, 2 och 12 år.
7. Rasalgethi (Alfa Herculis) – en annan röd superjätte som varierar 2,7–4,0 i magnitud med perioderna 100 dygn och 6 år.
8. Eta Geminorum (Propus) – en halvregelbunden röd jätte, som varierar litet i magnitud från 3,2, utom när den förmörkas av sin följeslagare, med 8,2 års mellanrum. Då faller ljusstyrkan till 4,0.
9. Eta Aquilae (Bezek) – en cepheid som varierar mellan 3,5 och 4,4, med perioden 7,18 dygn. Halvvägs genom förmörkelsen ljusnar den för att sedan åter förmörkas.
10. Mira (Omikron Ceti) – som är så svag som 10,1 och nästan inte går att se med en bra fältkikare, men som under sin period av 332 dygn ljusnar till en vackert röd stjärna av tredje magnituden, för att sedan åter blekna bort. Några gånger har den till och med nått magnitud 2,0.
11. Gamma Cassiopeiae – en oregelbundet eruptiv stjärna som 1937 ökade till 1,6 i magnitud och fick stjärnbilden Cassiopeja att se helt annorlunda ut. 1940 hade den bleknat till 3,0. Under 2000-talet har den haft små fluktuationer kring magnitud 2,2 men ingen kan säga när det blir ett nytt utbrott eller hur stort. Se bilden till höger!
12. Betelgeuse (Alfa Orionis) – som varierar mellan +0,0 och 1,3 och därmed kan sägas vara stjärnhimlens mest dominanta variabel.

## Prototypstjärnor

Mira, eller Omikron Ceti, prototypstjärna för Miravariablerna.

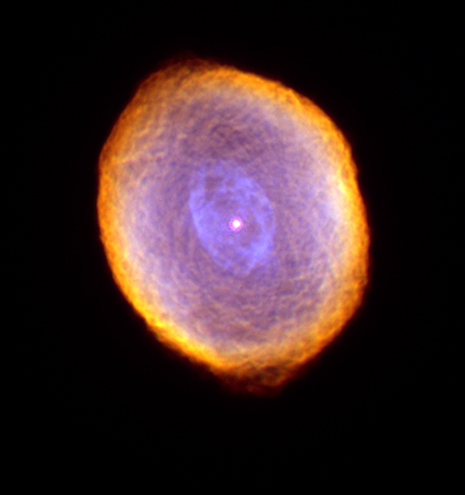
Spirografnebulosan IC 418. I mitten ses den vita heta centralstjärnan ZZ Leporis, som bildar prototyp för ZZ Leporis-variabler (ZZLEP); stjärnor med vätespäckade spektra och variationsperioder på timmar eller dygn.

Här är en alfabetiskt ordnad lista på stjärnor som är prototypstjärnor för olika variabeltyper.

- 53 Persei – prototyp för pulserande variabler av 53 Persei-typ eller SPB-typ (SPB)
- Alfa Cygni – prototyp för pulserande variabler av Alfa Cygni-typ (ACYG)
- Alfirk, Beta Cephei – prototyp för pulserande variabler av Beta Cephei-typ (BCEP), även kallad Beta Canis Majoris-variabler
- Algol – prototyp för förmörkelsevariabler av Algol-typ (EA)
- AM Herculis och AN Ursae Majoris – prototyper för kataklysmiska variabler av AM Herculis-typ eller polära variabler (AM)
- AM Canum Venaticorum – prototyp för kataklysmiska variabler av AM Canum Venaticorum-typ (IBWD)
- AR Lacertae – prototyp för förmörkelsevariabler av AR Lacertae-typ (EA/AR)
- AV Arietis – prototyp för pulserande variabler av AV Arietis-typ (SRS)
- Beta Lyrae – prototyp för förmörkelsevariabler av Beta Lyrae-typ (EB)
- BL Bootis – prototyp för pulserande variabler av BL Bootis-typ (BLBOO)
- BL Herculis – prototyp för pulserande variabler av BL Herculis-typ (CWB)
- BL Lacertae – prototyp för blazarer av BL Lacertae-typ (BLLAC)
- BX Circini – prototyp för pulserande variabler av BX Circini-typ (BXCIR)
- BY Draconis – prototyp för roterande variabler av BY Draconis-typ (BYDRA)
- Cor Caroli, Alfa2 Canum Venaticorum – prototyp för pulserande variabler av Alfa2 Canum Venaticorum-typ (ACV)
- Delta Cephei – prototyp för pulserande variabler av klassisk cepheid-typ (DCEP)
- Delta Scuti – prototyp för pulserande variabler av Delta Scuti-typ (DSCT)
- DQ Herculis – prototyp för kataklysmiska variabler av DQ Herculis-typ (DQ)
- DW Lyncis – prototyp för Pulserande variabler (snabbt pulserande subdvärgar) av DW Lyncis-typ (DWLYN)
- DY Persei – prototyp för eruptiva variabler av DY Persei-typ (DYPER)
- EL Canum Venaticorum – prototyp för förmörkelsevariabler av EL Canum Venaticorum-typ (EA/EL)
- ER Ursae Majoris – prototyp för dvärgnovor av typen ER Ursae Majoris-variabler (UGER)
- EX Lupi – prototyp för Orionvariabler av EX Lupi-typ (EXOR)
- FK Comae Berenices – prototyp för roterande variabler av FK Comae Berenices-typ (FKCOM)
- FS Canis Majoris – prototyp för eruptiva variabler av FS Canis Majoris-typ (FSCMa)
- FU Orionis – prototyp för Orionvariabler av FU Orionis-typ (FUOR)
- Gamma Cassiopeiae – prototyp för eruptiva variabler av Gamma Cassiopeiae-typ (GCAS)
- Gamma Doradus – prototyp för pulserande variabler av Gamma Doradus-typ (GDOR)
- GW Librae – prototyp för pulserande vita dvärgar av GW Librae-typ (ZZ/GWLIB)
- GW Virginis – prototyp för pulserande vita dvärgar av GW Virginis-typ (ZZO)
- HW Virginis – prototyp för HW Virginis-variabler (EA/HW)
- IW Andromedae – prototyp för dvärgnovor av typen IW Andromedae-variabler (UGZ/IW)
- Lambda Eridani – prototyp för eruptiva variabler av Lambda Eridani-typ (LERI)
- Mira – prototyp för pulserande variabler av Miratyp (M)
- Przybylskis stjärna – prototyp för snabbt pulserande Ap-stjärnor (roAp)
- PV Telescopii – prototyp för pulserande variabler av PV Telescopii-typ (PVTEL)
- R Coronae Borealis – prototyp för eruptiva variabler av R Coronae Borealis-typ (RCB)
- RR Lyrae – prototyp för pulserande variabler av RR Lyrae-typ (RRAB), även kallade kluster-variabler
- RS Canum Venaticorum – prototyp för eruptiva variabler av RS Canum Venaticorum-typ (RS)
- RV Tauri – prototyp för pulserande variabler av RV Tauri-typ (RVB)
- S Doradus – prototyp för eruptiva stjärnor av typen lysande blå variabler (SDOR), även kallade Lysande blå variabler och Hubble-Sandage-variabler
- SN 2002cx – prototyp för supernovor, typ Iax (SNIax)
- SS Cygni – prototyp för dvärgnovor av typen SS Cygni-variabler (UGSS)
- SU Ursae Majoris – prototyp för dvärgnovor av typen SU Ursae Majoris-variabler (UGSU)
- SX Arietis – prototyp för SX Arietis-variabler (SXARI), även kallade helium-variabler
- SX Phoenicis – prototyp för pulserande variabler av SX Phoenicis-typ (SXPHE)
- T Tauri – prototyp för Orionvariabler av typen T Taurivariabler (CTTS)
- TT Arietis – möjlig prototyp för en ny grupp variabler av TT Arietis-typ
- U Geminorum – prototyp för dvärgnovor av typen UG
- UV Ceti, UV Ceti – prototyp för flarestjärnor (UV), även kallade UV Ceti-variabler
- UX Orionis – prototyp för Orionvariabler av typen UX Orionis-variabler (UXOR)
- UX Ursae Majoris – prototyp för novaliknande stjärnor av typen UX Ursae Majoris-variabler (NL)
- V Sagittae – prototyp för kataklysmiska variabler av V Sagittae-typ (CBSS/V)
- V361 Hydrae – prototyp för pulserande variabler (snabbt pulserande subdvärgar) av V361 Hydrae-typ (V361HYA eller RPHS)
- V376 Pegasi, HD 209458, – prototyp för planetpassage-variabler (EP)
- V777 Herculis – prototyp för pulserande vita dvärgar av V777 Herculis-typ (ZZB)
- V838 Monocerotis – prototyp för Luminösa röda novor (V838MON)
- V1093 Herculis – prototyp för pulserande variabler (snabbt pulserande subdvärgar) av V1093 Herculis-typ (V1093HER)
- VY Sculptoris – prototyp för kataklysmiska variabler av VY Sculptoris-typ (VY)
- W Ursae Majoris – prototyp för förmörkelsevariabler av W Ursae Majoris-typ (EW)
- W Virginis – prototyp för cepheider av typen W Virginis-variabler (CW)
- WZ Sagittae – prototyp för dvärgnovor av typen WZ Sagittae-variabler (UGWZ)
- XX Virginis – prototyp för pulserande variabler av XX Virginis-typ (AHB1)
- YY Orionis – prototyp för eruptiva variabler av YY Orionis-typ (INST(YY))
- Z Andromedae – prototyp för kataklysmiska variabler av Z Andromedae-typ (ZAND)
- Z Camelopardalis – prototyp för dvärgnovor av typen Z Camelopardalis-variabler (UGZ)
- ZZ Ceti – prototyp för pulserande vita dvärgar av ZZ Ceti-typ (ZZ)
- ZZ Leporis – prototyp för pulserande variabler av ZZ Leporis-typ (ZZLEP)

## Bildgalleri

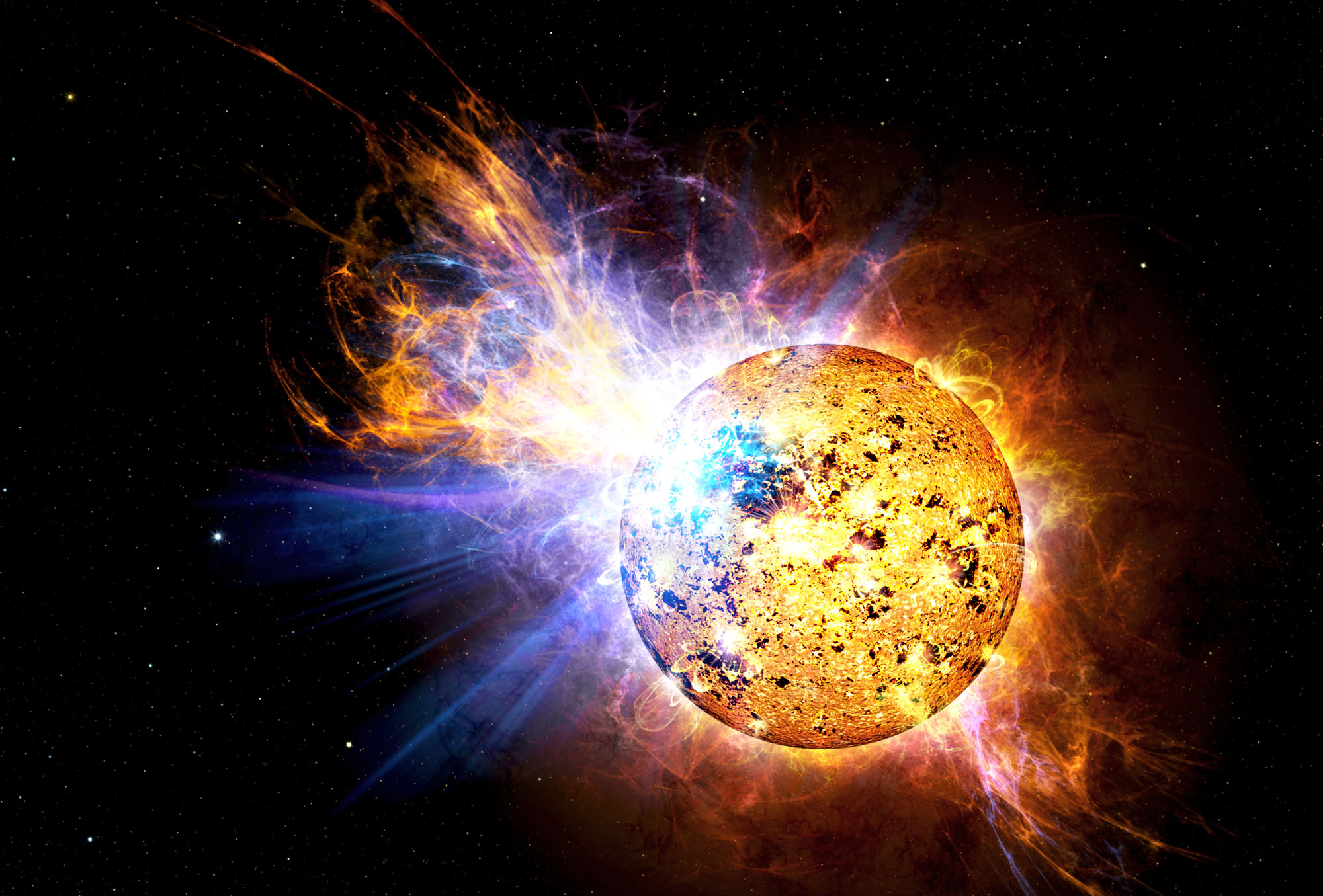
Gestaltning av EV Lacertaes våldsamma flare-utbrott den 25 april 2008, 1 000 gånger kraftigare än vår egen sols största. Bilden blev Picture of the day hos NASA i maj 2008.
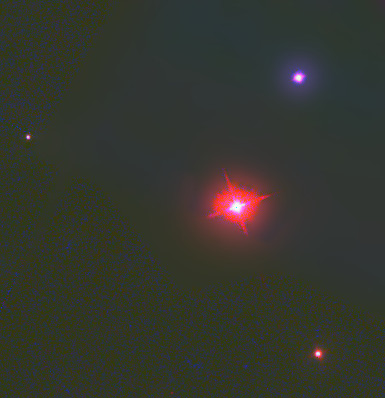
Variabeln V915 Scorpii fotograferad med sina följeslagare av Hubbleteleskopet.
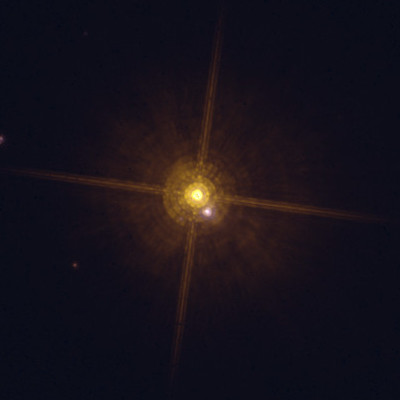
W Aquilae fotograferad av Hubbleteleskopet i en upplösning som visar dess följeslagare. W Aquilae är en Miravariabel (M).
En animation som visar en cepheidvariabels pulserande.
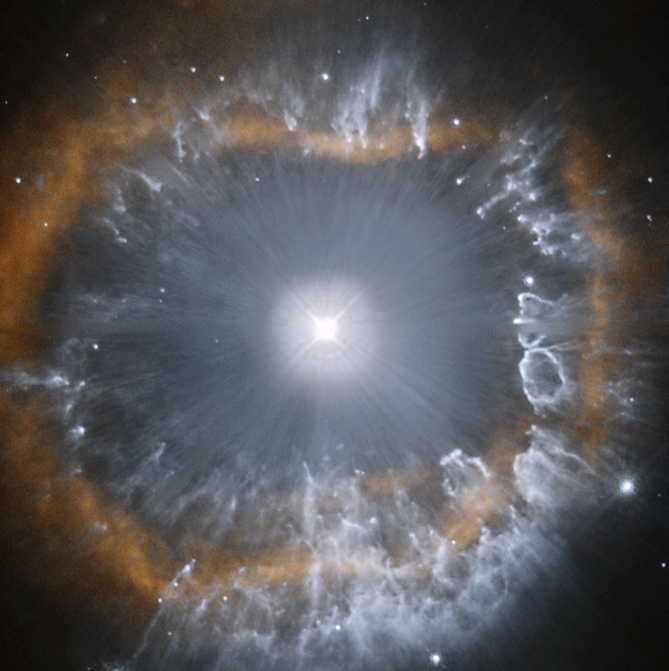
Den lysande blå variabeln AG Carinae i stjärnbilden Kölen. Den är en av de mest luminiösa stjärnor i Vintergatan, med 1 500 000 gånger solens.
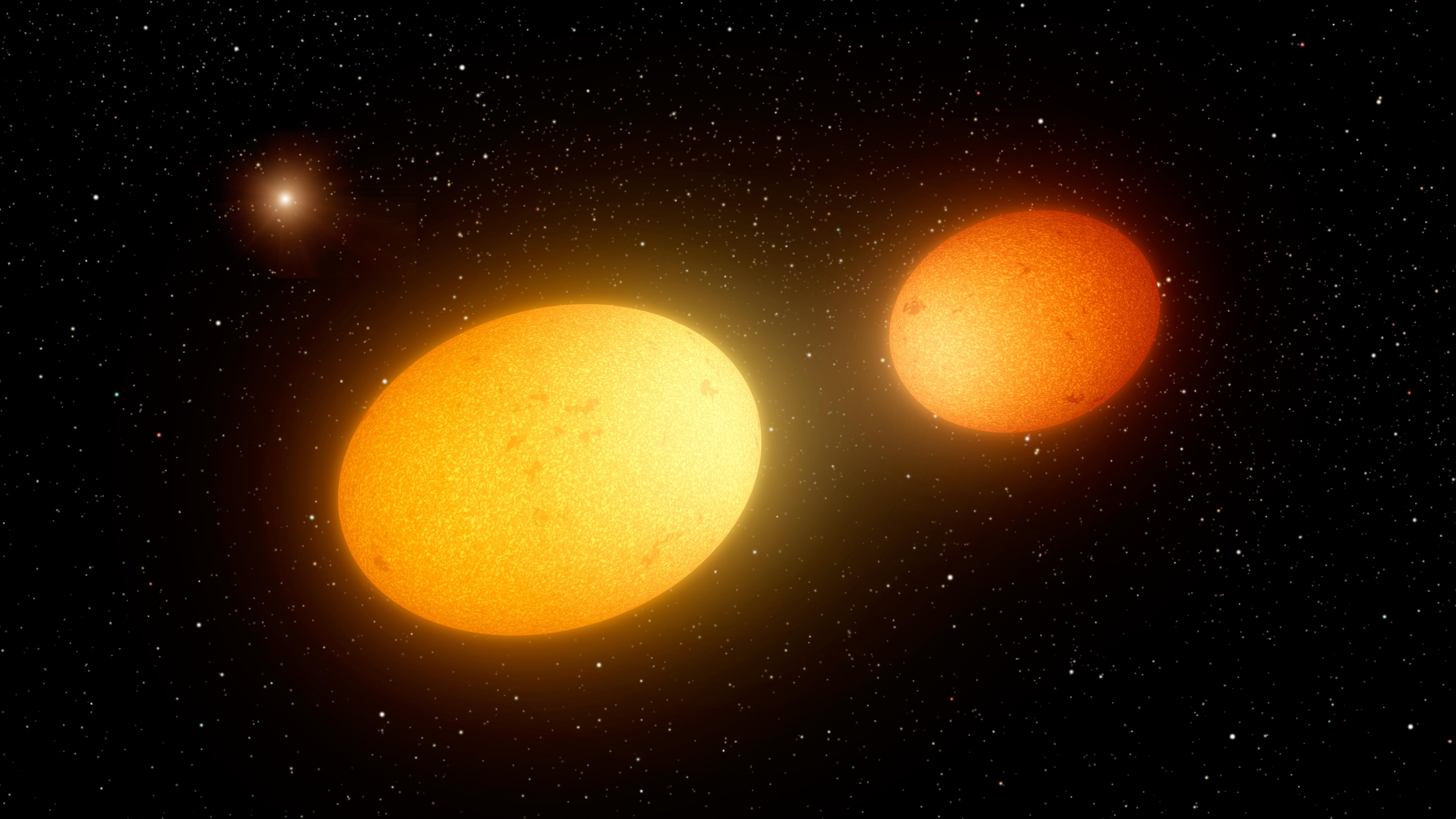
Konstnärlig gestaltning av en dubbelstjärna av typen ”heartbeat star”, ett uttryck myntat för att beskriva variabler som befinner sig så nära att ”tidvattenströmmar” får ljusstyrkan att pulsera som hos ett EKG.
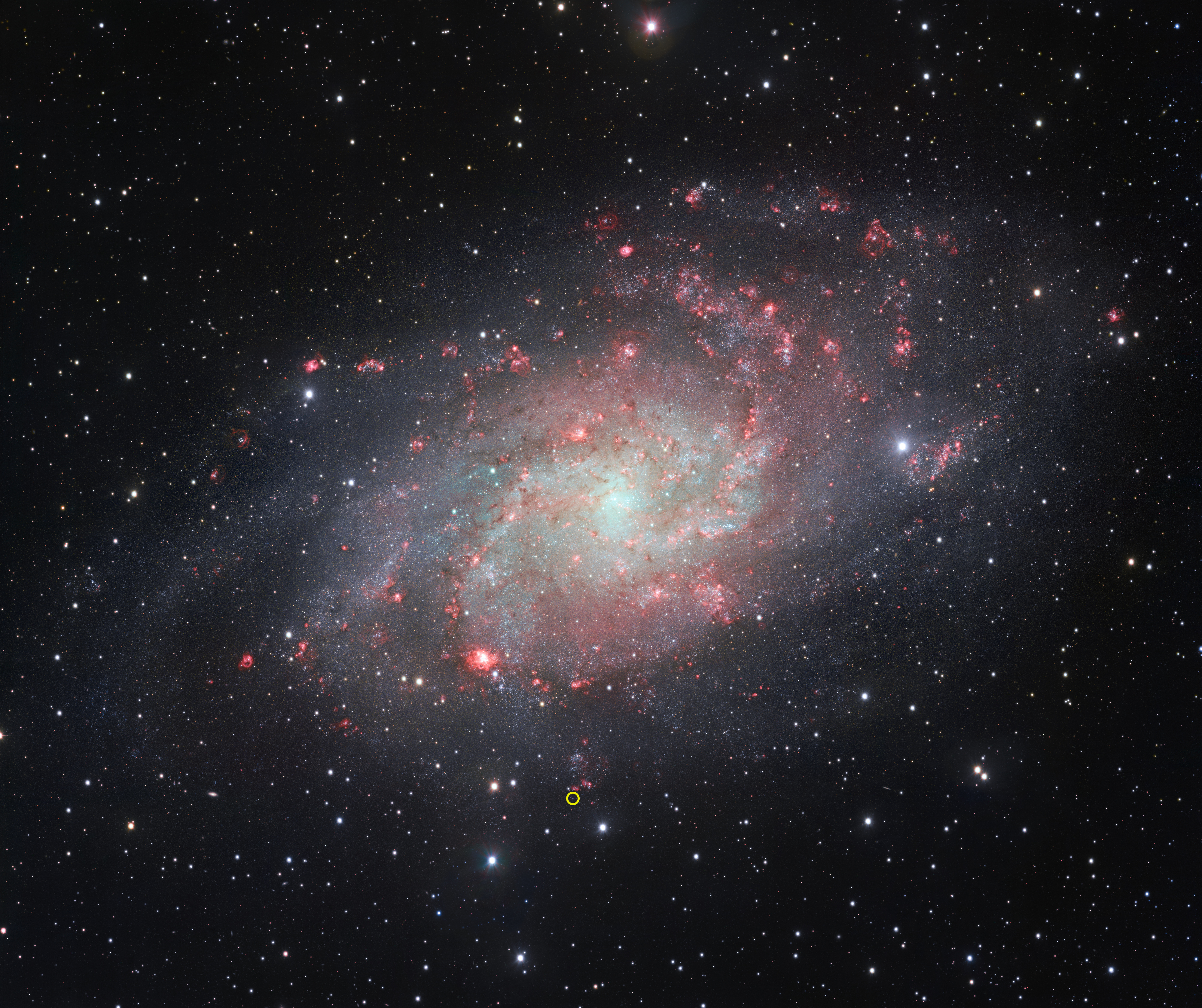
Den lysande blå variabeln Romanos stjärna (GR 290) i Triangelgalaxen (M33).
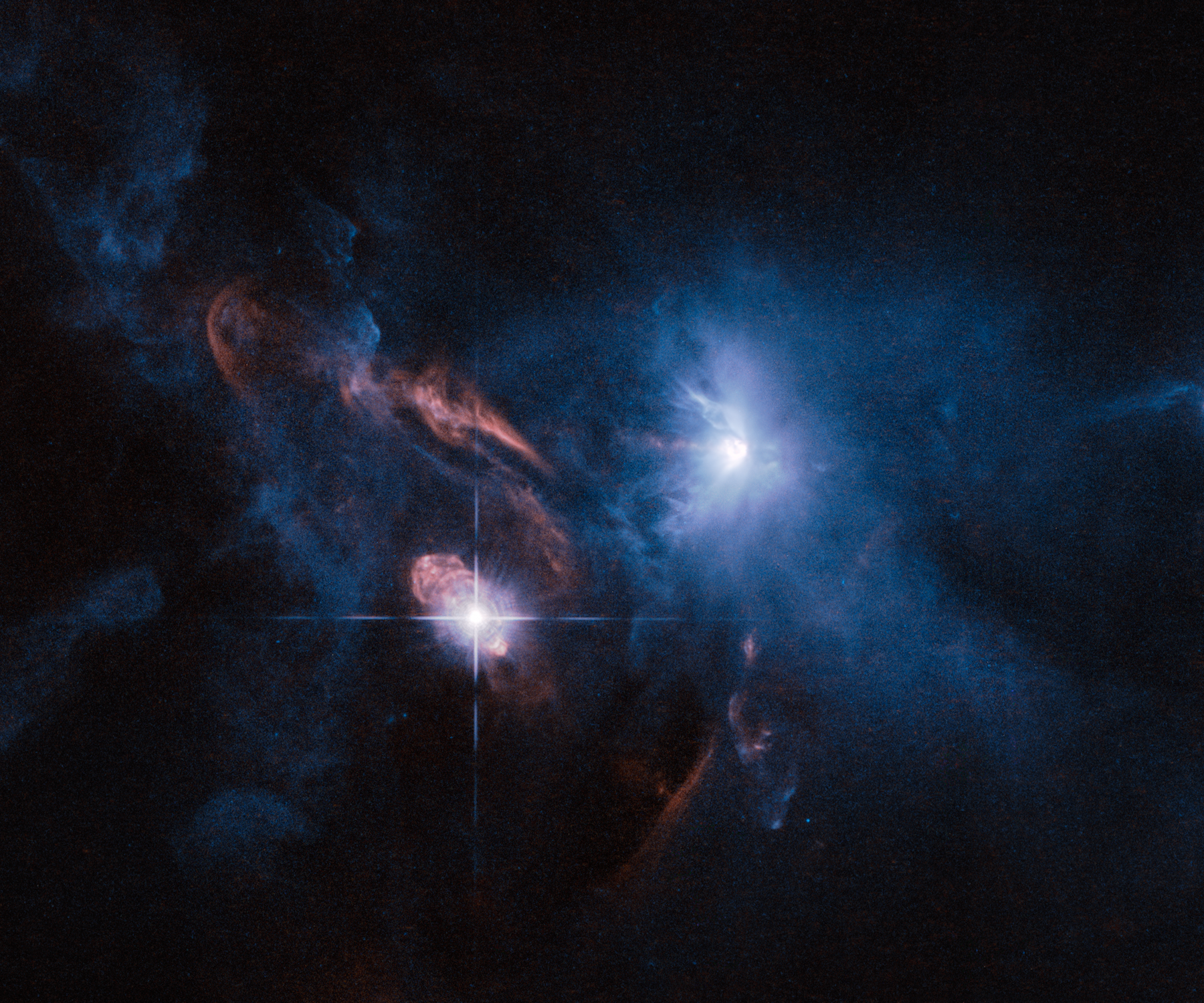
Foto från Hubbleteleskopet som visar den roterande variabeln XZ Tauri (CTTS/ROT) till vänster och T Tauri-variabeln HL Tauri till höger. På bilden syns också Herbig-Haro-objekten nr 150 och 151.
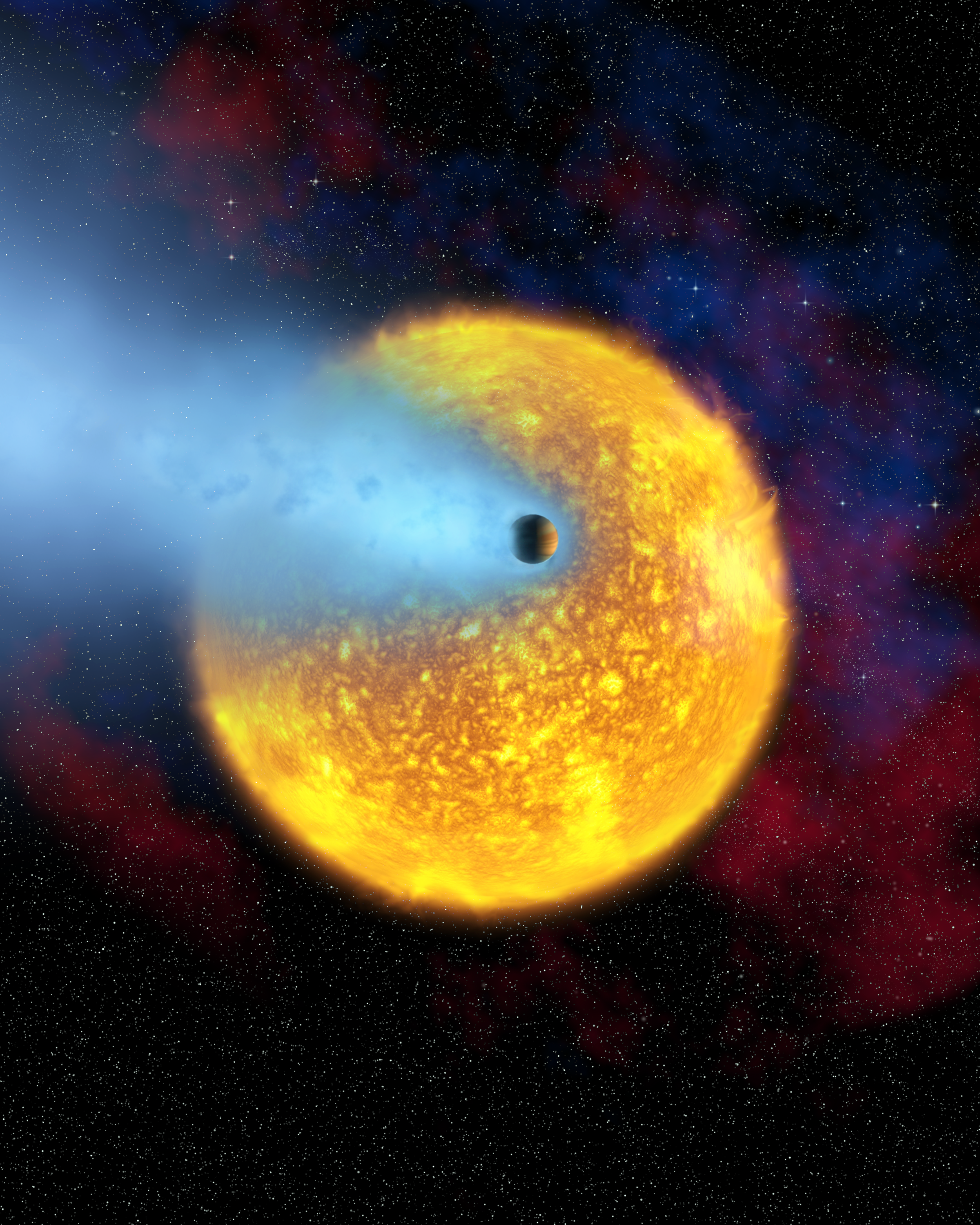
Illustration av planeten HD 209458 b och stjärnan V376 Pegasi (HD 209458), som är en planetpassage-variabel.
Betelgeuses position i Orion som det ser ut för blotta ögat – en av stjärnhimlens ljusstarkare variabler.
Foto som visar nyttan med en blinkkomparator. Här upptäcktsfoton från 2003 som visar dvärgplaneten Eris rörelse.